# ニコンFマウントレンズの一覧
ニコンFマウントレンズの一覧は、ニコンFマウントを採用している写真用レンズ製品の一覧である。なお世界中で多種多様な製品が発売されたため、以下の一覧は不完全である。

## レンズ体系概論
一言でFマウントレンズといっても、長い歴史の中で拡張を重ねてきたためその体系はかなり複雑である。細かな違いや詳細は下記の一覧を参照するものとして、互換性から見たおおまかなレンズの分類を示す。

### 初期レンズ群からAi化
初代ニコンF用に発売されたレンズはマニュアルフォーカス、自動TTLサポートなしのものであった。ニコンFが原則完全自動絞りを売りとしたため

、ほとんどのレンズが「ニッコールオート (Nikkor Auto)」と呼ばれる自動絞りの製品であるが、一部特殊用途レンズは性能を最優先するため、手動絞りが採用された。フォトミックファインダーとの連動用に、絞りリングのF5.6文字付近の位置にいわゆる「カニの爪

」と呼ばれる外爪を備える。
他社が内蔵TTL採用に合わせてマウント変更や拡張へと向かう中、ニコンはレンズ装着時に絞りリングを手動で開放絞りと最小絞りを往復させ、外爪を通じてカメラボディに情報を伝達させる方法によってマウント設計をそのままに内蔵TTL対応を果たす。しかしさすがに強引な手法という感は否めず、1977年にAi方式 (Automatic Maximum Aperture Indexing ) という開放F値を自動でカメラボディに伝達する拡張が行われた。Ai方式誕生時のキャッチフレーズは「ニコンを変えずにニコンを変えた

」。この際旧来のレンズについてもニコン持ち込みによるAi化改造が1997年まで行われており、互換性はほぼ維持された。
ニコン初の絞り優先AE機であるニコマートELが外爪方式であったように、Ai化にかかわらず絞り優先AEは可能であった。シャッタースピード優先AEやプログラムAEに関しては、ニコンF2フォトミックS等で絞りリングを駆動する方法が採用されたものの、消費電力等に問題があり、これを改良したのがAi-Sレンズである

。またAi-Sレンズでは、プログラムオートと望遠レンズの組み合わせ時にシャッタースピードを高速側に自動シフトするため、望遠系レンズに伝達用の突起が設けられたが、この時点でFマウントの機械的な拡張は完了し、現在ニコンから販売されているマニュアルフォーカスレンズは全てAi-S互換のものとなっている

。

### オートフォーカスと電子化
次の転機となったのは1980年代のオートフォーカス対応である。オートフォーカスを実現するには当然電子化は必要不可欠であって、Fマウントも電子接点を備えた近代マウントへと移行する。極初期のニコンF3AF用実験的レンズ二本を除くとCPU搭載レンズであり、F値の伝達などもこれで概ね賄えるため、機械的伝達メカニズムはほぼ互換性のためだけに残る形となった。しかし、絞りリングが最小絞り位置にあることは伝達することができず、今日でも露出計連動レバーに頼っている。なお、廉価機種には露出計連動レバーがないため、絞りリングのEEコントロールユニット連動ガイド位置をボディ側の最小絞りスイッチで検出させている。
さらに電子化を推し進めたのがDタイプレンズで、フォーカス距離情報をボディに伝達することで高度なフラッシュ制御などが可能となる。Dタイプレンズにはもはや外爪は付けられていないが、改造によって外爪を付けることはでき、このタイプまでは旧型ボディでも一応使用に問題はない

。
なおニコンのオートフォーカス方式は三種類ある。始めに導入されたのがレンズ側にモーターを内蔵したニコンF3AF用のAFレンズであり、このレンズはニコンF4等でも使用可能であったが、それ以降の物とは互換性が無くなっている。次に導入されたのがボディ側のモーターを駆動する方式で、このタイプのレンズは単にAFニッコール (AF Nikkor)と呼ぶ。後にレンズ側が超音波モーターを内蔵する方式も開発され、こちらはAF-Sと呼ばれる
。新規開発レンズは全てAF-S方式に置き換わっており、ボディ内蔵モーターも旧型レンズとの互換性のために存在する機構である。ニコンD40などデジタル機のエントリーモデルは内蔵モーターが省略されているため、旧AFニッコールだとオートフォーカス機能が使用できない。旧AFニッコール対応かどうかは、ボディの向かって右下側にAFドライブモードのレバーが付いているかどうか、もしくはレンズマウントの左下部分にレンズ駆動用のカップリングがあるかどうかで見分けられる。その後2016年には超音波モーターの代わりにパルスステッピングモーターを採用したAF-Pレンズが登場した

。動作自体はAF-Sと変わりは無いが、フォーカスリングが機械的にレンズを動かさないバイワイヤー制御へと変わったこともあり、D2/D200/D90/D5100/D3200以前のボディでは駆動する事が出来ず、それ以降のボディでもファームウェア更新や、使用に制限がある場合もある。D5/D850/D500/D7500/D5500/D3500以降のボディであればAF-S同様の動作が可能
。

### 完全電子化と非互換性化
カメラ、レンズとも高度に電子化する中、絞りリングは常に最小絞りに固定された状態で有名無実化しており、これを取り除いたのがGタイプレンズである。絞りリングを持たないことで旧型機との互換性は失われ、ボディ側から絞りを制御できないカメラでは実質的な使用は不可能となった。一桁台ボディではニコンF5、ニコンF6は全モードに対応するもののニコンF4ではP及びSモードのみとなり、ニコンF3以前では絞りを制御できない。
2013年5月末には、最後まで機械的連動として残っていた絞りの駆動を電磁絞りによる自動絞りとしたEタイプレンズが登場した。電磁絞りによる自動絞り機構はPC-Eレンズですでに実現されていたが、特殊レンズではなく一般レンズに使用されるに至り、Eタイプという呼称となった。Eタイプに至っては、フィルムカメラボディでの使用は一切考慮されず、またデジタルボディでもニコンD3・ニコンD300より古い機種では使用できなくなった。上記にもあるがAF-Pでも一部ボディでは使用できなくなっている。
もう一つの大きな変化は、APS-Cサイズ素子に特化したDXレンズ群である。35mm判フィルムカメラとの互換性は考慮されないため絞りリングは不要であり、全てGタイプレンズとなっている。Gタイプを使用できるフィルムカメラに装着は可能だが、イメージサークルが小さく35mm判をカバーしないため、ケラレが発生する。FXフォーマットの一部機種では、DXレンズが装着されると自動的にDXクロップモードへ切り替わる。

## マニュアルフォーカスレンズ

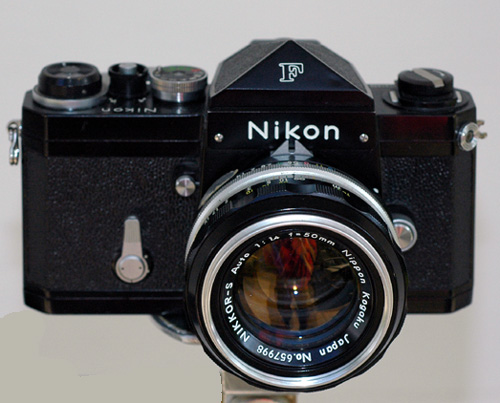
ニコンFに装着したNikkor-S Auto 50mm F1.4

### ニッコールオート(Nikkor Auto)
ニッコールオートは、レンズ絞りと露出計(ニコンFボディに後付けされたニコンメーター) を連動させた自動絞り露出指示システムを世界で初めて確立したレンズ群である。非Ai、後にAi改造されたものもある。旧連動方式。自動絞り。フォーカシングユニット/フォーカシングユニットAU-1使用レンズは一部自動絞りではないものがあるため、便宜上当該節へ掲載しているので、こちらには掲載しない。
- Fisheye-Nikkor Auto 8mm F2.8 (1970年8月発売) - 8群10枚。最短撮影距離0.3m。フィルターは5種内蔵。
- Fisheye-Nikkor Auto 16mm F3.5  (1973年3月発売) - 5群8枚。最短撮影距離0.3m。フィルターは3種内蔵[注釈 3]。
- NIKKOR-UD Auto 20mm F3.5 (1968年1月発売) - 9群11枚。最短撮影距離0.3m。アタッチメントはφ72mm P=0.75ねじ込み。清水義之設計。
- NIKKOR-N Auto 24mm F2.8 (1967年8月発売) - 7群9枚。世界で初めて近距離補正方式を採用し最短撮影距離0.3m。アタッチメントはφ52mm P=0.75ねじ込み。清水義之設計。
- NIKKOR-H Auto 2.8cm F3.5 / NIKKOR-H Auto 28mm F3.5 (1960年3月発売) - 6群6枚。最短撮影距離0.6m。アタッチメントはφ52mm P=0.75ねじ込み。脇本善司設計[12]。
- NIKKOR-O Auto 35mm F2 (1965年12月発売) - 6群8枚。最短撮影距離0.3m。アタッチメントはφ52mm P=0.75ねじ込み。
- NIKKOR-S Auto 3.5cm F2.8 / NIKKOR-S Auto 35mm F2.8 (1959年8月発売) - 前期型はテッサー型の前に凹面レンズを追加し逆望遠化した5群7枚、後にダブルガウス型の前に凹面レンズを追加し球面収差、コマ収差、像面湾曲等を低減した6群7枚に設計変更された。最短撮影距離0.3m。アタッチメントはφ52mm P=0.75ねじ込み。
- GN Auto NIKKOR 45mm F2.8 (1969年3月発売) - テッサー型3群4枚。最短撮影距離0.8m。アタッチメントはφ52mm P=0.75ねじ込み。スピードライトのガイドナンバーに絞りとピントリングが連動する機構がつき、このためピントリングの回転方向が普通のレンズと逆で、また一般的なヘリコイドでなくカムによる。
- NIKKOR-S Auto 50mm F1.4 (1962年3月発売) - 5群7枚。最短撮影距離0.6m。アタッチメントはφ52mm P=0.75ねじ込み。Nikkor-S Auto 5.8cm F1.4の後継。清水義之設計[12]。
- NIKKOR-H Auto 50mm F2 (1964年1月発売) - 4群6枚。最短撮影距離0.6m。アタッチメントはφ52mm P=0.75ねじ込み。
- NIKKOR-S Auto 5cm F2 / NIKKOR-S Auto 50mm F2 (1959年6月発売) - 通常のダブルガウス型の前に凹面レンズを置いて逆望遠化した5群7枚、後期型はSオートの名称のままHオートと同様のオーソドックスなダブルガウス型の4群6枚に変更された。アタッチメントはφ52mm P=0.75ねじ込み。清水義之設計[12]。
- NIKKOR-S Auto 55mm F1.2 (1965年12月発売) - 5群7枚。最短撮影距離0.6m。アタッチメントはφ52mm P=0.75ねじ込み。清水義之設計[12]。
- Micro-NIKKOR-P Auto 55mm F3.5 (1970年4月発売) - 4群5枚。最短撮影距離0.241(M2接写リング併用時0.214) m。アタッチメントはφ52mm P=0.75ねじ込み。単体で無限遠から1/2倍、M2接写リング併用時1/2倍から等倍の撮影可能。
- Micro-Nikkor Auto 55mm F3.5 (1963年3月発売) - 4群5枚。最短撮影距離0.241(M2接写リング併用時0.214) m。アタッチメントはφ52mm P=0.75ねじ込み。単体で無限遠から1/2倍、M2接写リング併用時1/2倍から等倍の撮影可能。
- NIKKOR-S Auto 5.8cm F1.4 (1960年3月発売) - 6群7枚。最短撮影距離0.6m。アタッチメントはφ52mm P=0.75ねじ込み。村上三郎設計。
- NIKKOR-H Auto 85mm F1.8 (1964年8月発売) - 4群6枚。最短撮影距離1m。アタッチメントはφ52mm P=0.75ねじ込み。
- NIKKOR-P Auto 10.5cm F2.5 / NIKKOR-P Auto 105mm F2.5 (1959年6月発売) - ゾナー型3群5枚。原設計はニコンSマウント用に脇本善司が設計した光学系で、ごく僅かに不足したバックフォーカスを稼ぐため最後のレンズの厚みを1.0mm薄くしFマウント用に流用している[12]。非点収差が無限遠合焦時の中間域で若干大きいが、ポートレート撮影領域ではなくなる[12]。ゾナー型で大きくなりがちな歪曲収差は0.5％と非常に小さい[12]。最短撮影距離1.2m。アタッチメントはφ52mm P=0.75ねじ込み。
- NIKKOR-P Auto 105mm F2.5 (1971年2月発売) - クセノター型4群5枚となった。シリアルナンバー40万番台以降がこれに当たる。清水義之設計。
- NIKKOR-Q Auto 135mm F2.8 (1965年12月発売) - 4群4枚。最短撮影距離1.5m。アタッチメントはφ52mm P=0.75ねじ込み。
- NIKKOR-Q Auto 135mm F3.5 (1969年5月発売、新型) - 3群4枚。最短撮影距離1.5m。アタッチメントはφ52mm P=0.75ねじ込み。
- NIKKOR-Q Auto 13.5cm F3.5 / NIKKOR-Q Auto 135mm F3.5 (1959年6月発売、旧型) - 3群4枚。最短撮影距離1.5m。アタッチメントはφ52mm P=0.75ねじ込み。ニコンSマウント用光学系をFマウント用に流用した。
- NIKKOR-P Auto 180mm F2.8 (1970年報道向け限定発売、1971年3月一般発売) - 変形エルノスター型4群5枚。最短撮影距離1.8m。アタッチメントはφ72mm P=0.75ねじ込み。松井靖設計[12]。
- NIKKOR-Q Auto 200mm F4 (1969年4月発売、新型) - 4群4枚。最短撮影距離2m。アタッチメントはφ52mm P=0.75ねじ込み。旧型は色調が青い旨ユーザーからの指摘があり色調改善にはガラスの材料変更が必須であったため、併せて球面収差の改善、最短撮影距離短縮、絞りを6枚羽根から7枚羽根にして最小絞りをF22からF32に変更するなど機能面の向上を図る形で清水義之が設計した[12]。
- NIKKOR-Q Auto 20cm F4 / NIKKOR-Q Auto 200mm F4 (1961年7月発売、旧型) - 4群4枚。最短撮影距離2m。アタッチメントはφ52mm P=0.75ねじ込み。一色真幸設計[12]。
- NIKKOR-H Auto 300mm F4.5 (1969年1月発売、新型) - 5群6枚。最短撮影距離4m。アタッチメントはφ72mm P=0.75ねじ込み。
- NIKKOR-P Auto 300mm F4.5 (1964年7月発売) - 5群6枚。最短撮影距離4m。アタッチメントはφ72mm P=0.75ねじ込み。
- Auto Nikkor Wide-Zoom 3.5-8.5cm F2.8-4 (1961年発表) - 試作のみに終わった。3枚張り合わせを2群含む8群13枚。最短撮影距離1m。アタッチメントはφ82mm P=0.75ねじ込み。樋口隆設計[12]。
- Zoom Nikkor Auto 43-86mm F3.5 (1963年1月発売) - 7群9枚。最短撮影距離1.2m。アタッチメントはφ52mm P=0.75ねじ込み。樋口隆設計[12]。ニコレックスズーム35に付いていたズームレンズをニコンFマウント仕様にした製品で、日本製品では初の標準ズームレンズであり、「よんさんはちろく」と俗称され、ズームレンズの黎明期に小型軽量で安価な標準ズームとしてベストセラーになった[12]。
- Zoom Nikkor Auto 50-300mm F4.5 (1967年2月発売) - 13群20枚。最短撮影距離2.5m。アタッチメントはφ95mmP=1ねじ込み。
- Zoom Nikkor Auto 80-200mm F4.5 (1970年8月発売) - Zoom Nikkor Auto 85-250mm F4の後継。10群15枚。最短撮影距離1.8m。アタッチメントはφ52mm P=0.75ねじ込み。中村荘一設計。
- Zoom Nikkor Auto 85-250mm F4 (1969年9月発売) - Auto Nikkor Telephoto-Zoom 8.5-25cm F4-4.5 / 85-250mm F4-4.5の後継。アタッチメントはφ82mm P=0.75ねじ込み。
- Auto Nikkor Telephoto-Zoom 8.5-25cm F4-4.5 / Auto Nikkor Telephoto-Zoom 85-250mm F4-4.5 (1959年11月発売) - 8群15枚。最短撮影距離4(付属接写アタッチメントレンズ使用時2.2) m[13]。付属アタッチメントレンズには何の表記もなくオレンジの線が1本または2本入っているだけであり、線が1本のものと線が2本のものに度の差はなく同じように使える。アタッチメントはφ82mm P=0.75ねじ込み、フィルターはシリーズIXをフードとの間に挟んで使用する。樋口隆設計[12]。

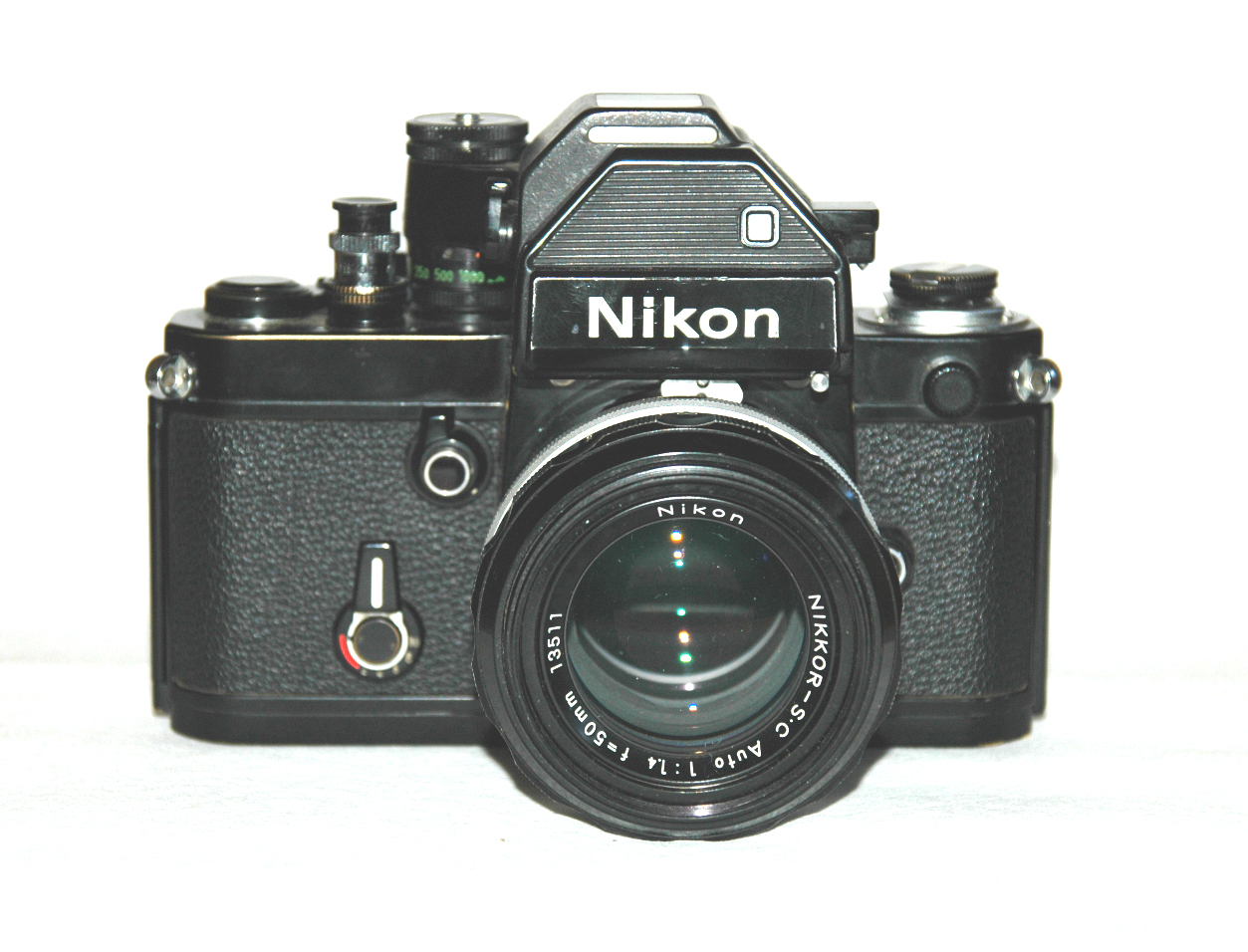
ニコンF2フォトミックSに装着した Nikkor-S C Auto 50mm F1.4

- Zoom Nikkor Auto 200-600mm F9.5 (1971年4月発売) - 12群19枚。最短撮影距離4(付属接写アタッチメントレンズ使用時2.3) m。アタッチメントはφ82mm P=0.75ねじ込み、フィルターはシリーズIXをフードとの間に挟んで使用する。
- Auto Nikkor Telephoto-Zoom 20-60cm F9.5-10.5 (1961年10月発売) - 7群13枚。最短撮影距離4(付属接写アタッチメントレンズ使用時2.3) m。アタッチメントはφ82mm P=0.75ねじ込み、フィルターはシリーズIXをフードとの間に挟んで使用する[13]。樋口隆設計[12]。

### ニッコールＣオート(Nikkor C Auto)
1971年3月以降順次発売。マルチコートされた。非Ai、後にAi改造されたものもある。旧連動方式。自動絞り。フォーカシングユニット/フォーカシングユニットAU-1使用レンズは一部自動絞りではないものがあるため、便宜上当該節へ掲載しているので、こちらには掲載しない。
- Fisheye NIKKOR C Auto 6mm F2.8 (1972年6月発売) - 9群12枚。最短撮影距離0.25m。フィルターは5種内蔵。清水義之設計。
- NIKKOR-QD C Auto 15mm F5.6 (1973年3月発売) - 12群14枚。近距離補正方式で最短撮影距離0.3m。フィルターは4種内蔵。
- NIKKOR-N C Auto 24mm F2.8 (1972年12月発売) - 7群9枚。近距離補正方式で最短撮影距離0.3m。アタッチメントはφ52mm P=0.75ねじ込み。
- NIKKOR-N C Auto 28mm F2 (1971年4月発売) - 8群9枚。近距離補正方式で最短撮影距離0.3m。アタッチメントはφ52mm P=0.75ねじ込み。
- NIKKOR-H C Auto 28mm F3.5 (1974年2月発売) - 6群6枚。最短撮影距離0.6m。アタッチメントはφ52mm P=0.75ねじ込み。
- NIKKOR-N Auto 35mm F1.4 (1971年3月発売) - 7群9枚。近距離補正方式で最短撮影距離0.3m。アタッチメントはφ52mm P=0.75ねじ込み。民生用Nikkor 初のマルチコーティングレンズ。初期のものにC刻印はないが、当初からマルチコーティングである。また、初期のものはガラスが黄色く変色し、計測器で放射線を検出することから、トリウム等の放射性物質を含んだ硝材を使用しているとみられる。
- NIKKOR-O C Auto 35mm F2 (1973年9月発売) - 6群8枚。最短撮影距離0.3m。アタッチメントはφ52mm P=0.75ねじ込み。
- GN Auto Nikkor C 45mm F2.8 (1974年3月発売) - テッサー型3群4枚。最短撮影距離0.8m。アタッチメントはφ52mm P=0.75ねじ込み。スピードライトのガイドナンバーに絞りとピントリングが連動する機構がつき、このためピントリングの回転方向が普通のレンズと逆で、また一般的なヘリコイドでなくカムによる。
- NIKKOR-S C Auto 50mm F1.4 (1972年7月発売) - 5群7枚。最短撮影距離0.6m。アタッチメントはφ52mm P=0.75ねじ込み。
- NIKKOR-H C Auto 50mm F2 (1972年12月発売) - 4群6枚。最短撮影距離0.6m。アタッチメントはφ52mm P=0.75ねじ込み。
- NIKKOR-S C Auto 55mm F1.2 (1972年10月発売) - 5群7枚。最短撮影距離0.6m。アタッチメントはφ52mm P=0.75ねじ込み。
- Micro-Nikkor-P C Auto 55mm F3.5 (1973年8月発売) - 4群5枚。最短撮影距離0.241(M2接写リング併用時0.214) m。アタッチメントはφ52mm P=0.75ねじ込み。
- NIKKOR-H C Auto 85mm F1.8 (1974年6月発売) - 4群6枚。最短撮影距離1m。アタッチメントはφ52mm P=0.75ねじ込み。
- NIKKOR-P C Auto 105mm F2.5 (1973年2月発売) - クセノター型のNikkor-P Auto 105mm F2.5をマルチコートにしたもの。シリアルナンバー50万番台。最短撮影距離1m。アタッチメントはφ52mm P=0.75ねじ込み。
- NIKKOR-Q C Auto 135mm F2.8 (1974年3月発売) - 4群4枚。最短撮影距離1.5m。アタッチメントはφ52mm P=0.75ねじ込み。
- NIKKOR-Q C Auto 135mm F3.5 (1974年8月発売) - 3群4枚。最短撮影距離1.5m。アタッチメントはφ52mm P=0.75ねじ込み。
- NIKKOR-P C Auto 180mm F2.8 (1976年発売) - 4群5枚。最短撮影距離1.8m。アタッチメントはφ72mm P=0.75ねじ込み。
- NIKKOR-Q C Auto 200mm F4 (1974年2月発売) - 4群4枚。最短撮影距離2m。アタッチメントはφ52mm P=0.75ねじ込み。
- NIKKOR-P C Auto 400mm F5.6 (1973年3月発売) - EDレンズを含む3群5枚、ただしEDレンズが使用されている旨の表記はない。最短撮影距離5m。アタッチメントはφ72mm P=0.75ねじ込み。
- Zoom NIKKOR C Auto 43-86mm F3.5 (1974年2月発売) - 7群9枚。最短撮影距離1.2m。アタッチメントはφ52mm P=0.75ねじ込み。
- Zoom NIKKOR C Auto 80-200mm F4.5 (1973年2月発売) - 10群15枚。最短撮影距離1.8m。アタッチメントはφ52mm P=0.75ねじ込み。中村荘一設計。

### ニューニッコール (New Nikkor)
1974年11月以降順次発売。非Ai、後にAi改造されたものもある。旧連動方式。自動絞り。マルチコート。ゴム巻きの近代的なデザインになった。Sは「Superior」の略で小型化された新設計レンズで50mm F1.4と135mm F2.8が存在する。
- New Nikkor 13mm F5.6 (1976年3月発売) - 実焦点距離13.3mm[14]。12群16枚。最短撮影距離0.3m。フィルターは後部交換式。森征雄設計[12]。
- New Nikkor 18mm F4 (1975年2月発売) - 9群13枚。最短撮影距離0.3m。フィルターはシリーズIXを使用。
- New Nikkor 20mm F4 (1974年11月発売) - 8群10枚。最短撮影距離0.3m。アタッチメントはφ52mm P=0.75ねじ込み。森征雄設計。
- New Nikkor 24mm F2.8 (1975年5月発売) - 7群9枚。近距離補正方式で最短撮影距離0.3m。アタッチメントはφ52mm P=0.75ねじ込み。
- New Nikkor 28mm F2 (1976年2月発売) - 実焦点距離28.6mm[14]。8群9枚。近距離補正方式で最短撮影距離0.3m。アタッチメントはφ52mm P=0.75ねじ込み。
- New Nikkor 28mm F2.8 (1974年11月発売) - 7群7枚。最短撮影距離0.3m。アタッチメントはφ52mm P=0.75ねじ込み。
- New Nikkor 28mm F3.5 (1975年3月発売) - 6群6枚。最短撮影距離0.3m。アタッチメントはφ52mm P=0.75ねじ込み。
- New Nikkor 35mm F1.4 (1976年5月発売) - 実焦点距離36.0mm[14]。7群9枚。近距離補正方式で最短撮影距離0.3m。アタッチメントはφ52mm P=0.75ねじ込み。綱島輝義がNikkor NC Auto 35mm F1.4の設計を手直しした。
- New Nikkor 35mm F2 (1975年10月発売) - 実焦点距離36.0mm[14]。6群8枚。最短撮影距離0.3m。アタッチメントはφ52mm P=0.75ねじ込み。
- New Nikkor 35mm F2.8 (1975年1月発売) - 6群6枚。最短撮影距離0.3m。アタッチメントはφ52mm P=0.75ねじ込み。
- New Nikkor 50mm F1.4S (1976年4月発売) - 実焦点距離51.6mm[14]。6群7枚。最短撮影距離0.45m。アタッチメントはφ52mm P=0.75ねじ込み。
- New Nikkor 50mm F1.4 (1974年11月発売) - 5群7枚。最短撮影距離0.45m。アタッチメントはφ52mm P=0.75ねじ込み。
- New Nikkor 50mm F2 (1974年11月発売) - 4群6枚。最短撮影距離0.45m。アタッチメントはφ52mm P=0.75ねじ込み。高屈折率低分散ガラスを積極的に用いて像面の平坦性を向上、最短撮影距離が短縮された。
- New Nikkor 55mm F1.2 (1975年6月発売) - 5群7枚。最短撮影距離0.5m。アタッチメントはφ52mm P=0.75ねじ込み。Nikkor-S C Auto 55mm F1.2を新硝材の採用などで設計変更し最短撮影距離が短縮されている[12]。
- New Micro-Nikkor 55mm F3.5 (1975年5月発売) - 4群5枚。最短撮影距離0.241(接写リングPK-1併用時0.214) m。アタッチメントはφ52mm P=0.75ねじ込み。単体で無限遠から1/2倍、接写リングPK-1併用時1/2倍から等倍の撮影可能。
- New Nikkor 85mm F1.8 (1975年6月発売) - 4群6枚。最短撮影距離0.85m。アタッチメントはφ52mm P=0.75ねじ込み。
- New Nikkor 105mm F2.5 (1975年5月発売) - 4群5枚。最短撮影距離1m。アタッチメントはφ52mm P=0.75ねじ込み。
- New Micro-Nikkor 105mm F4 (1975年11月発売) - 実焦点距離105.0mm[14]。ヘリアー型3群5枚。最短撮影距離0.47(接写リングPN-1併用時0.42) m。アタッチメントはφ52mm P=0.75ねじ込み。ベローズ用だったNikkor P105mm F4にヘリコイドを組み込んだもの。絞り羽根は7枚に減った。単体で無限遠から1/2倍、PN-1接写リング併用時1/2倍から等倍の撮影可能。
- New Nikkor 135mm F2 (1976年4月発売) - 実焦点距離135.0mm[14]。4群6枚。最短撮影距離1.3m。アタッチメントはφ72mm P=0.75ねじ込み。松井靖設計。
- New Nikkor 135mm F2.8S (1976年4月発売) - 実焦点距離135.0mm[14]。4群5枚。最短撮影距離1.3m。アタッチメントはφ52mm P=0.75ねじ込み。
- New Nikkor 135mm F2.8 (1975年3月発売) - 4群4枚。最短撮影距離1.5m。アタッチメントはφ52mm P=0.75ねじ込み。
- New Nikkor 135mm F3.5 (1976年2月発売) - 実焦点距離135.0mm[14]。3群4枚。最短撮影距離1.5m。アタッチメントはφ52mm P=0.75ねじ込み。
- New Nikkor 180mm F2.8 (1976年4月発売) - 実焦点距離179.9mm[14]。4群5枚[14]。最短撮影距離1.8m[14]。アタッチメントはφ72mm P=0.75ねじ込み。
- New Nikkor 200mm F4 (1976年2月発売) - 実焦点距離199.7mm[14]。5群5枚。最短撮影距離2m。アタッチメントはφ52mm P=0.75ねじ込み。
- New Nikkor 300mm F4.5 (1975年3月発売) - 5群6枚。最短撮影距離4m。アタッチメントはφ72mm P=0.75ねじ込み。
- New Nikkor ED 400mm F5.6 (1976年3月発売) - EDレンズを含む3群5枚で、構成図を見る限りNikkor-P C Auto 400mm F5.6と同一設計。実焦点距離400.0mm[14]。最短撮影距離5m[14]。アタッチメントはφ72mm P=0.75ねじ込み。
- New Zoom Nikkor 28-45mm F4.5 (1975年8月発売) - 7群11枚。最短撮影距離0.6m。アタッチメントはφ72mm P=0.75ねじ込み。中村荘一設計。
- New Zoom Nikkor 43-86mm F3.5[注釈 4] (1976年4月発売) - 周辺性能や周辺光量を改良した新設計の8群11枚。最短撮影距離1.2m。アタッチメントはφ52mm P=0.75ねじ込み。
- New Zoom Nikkor 50-300mm F4.5 (1975年9月発売) - 13群20枚。最短撮影距離2.5m。アタッチメントはφ95mmP=1ねじ込み。
- New Zoom Nikkor 80-200mm F4.5 (1975年6月発売) - 10群15枚。最短撮影距離1.8m。アタッチメントはφ52mm P=0.75ねじ込み。
- New Zoom Nikkor 200-600mm F9.5 (1976年2月発売) - 12群20枚。最短撮影距離4(付属アタッチメントレンズ使用時2.3) m。アタッチメントはφ82mm P=0.75ねじ込み、フィルターはシリーズIXを使用する[15]。

### Aiニッコール (Ai Nikkor)
1977年3月以降順次発売。Aiに対応した。開放F値F5.6以上の明るいレンズには爪があるので旧連動方式も可能。旧連動方式非Ai Nikkor との識別点として、この爪に穴が明いている。
- Ai Fisheye-Nikkor 6mm F2.8 (1977年5月発売) - 全周魚眼。9群12枚。最短撮影距離0.25m。フィルターはL1A、Y48、Y52、O56、R60の5種内蔵。対角線画角220度は一般販売された写真用レンズとして世界最大[15]。清水義之設計。
- Ai Fisheye-Nikkor 8mm F2.8 (1977年6月発売) - 全周魚眼。8群10枚。最短撮影距離0.3m。フィルターはL1A、Y48、Y52、O56、R60の5種内蔵[15]。
- Ai Fisheye-Nikkor 16mm F2.8 (1979年8月発売) - 対角線魚眼。Ai Fisheye-Nikkor 16mm F3.5の後継。5群8枚。最短撮影距離0.3m。フィルターは後部バヨネット交換式[16]。
- Ai Fisheye-Nikkor 16mm F3.5 (1977年6月発売) - 対角線魚眼。5群8枚。最短撮影距離0.3m。フィルターはN、Y48、O56、R60の4種内蔵[15]。
- Ai Nikkor 13mm F5.6 (1977年6月発売) - 12群16枚。近距離補正方式で最短撮影距離0.3m。フィルターは後部バヨネット交換式でN、Y48、O56、R60が付属する[15]。
- Ai Nikkor 15mm F3.5 (1979年8月発売) - 11群14枚。近距離補正方式で最短撮影距離0.3m。フィルターは後部バヨネット交換式[16]。
- Ai Nikkor 15mm F5.6 (1977年5月発売) - 12群14枚。近距離補正方式で最短撮影距離0.3m。フィルターはN、Y48、O56、R60の4種内蔵[15]。
- Ai Nikkor 18mm F4 (1977年6月発売) - 9群13枚。最短撮影距離0.3m。アタッチメントはφ86mmP=1ねじ込み、フィルターはシリーズIXを使用[15]。
- Ai Nikkor 20mm F3.5 (1979年3月発売) - 8群11枚。最短撮影距離0.3m。アタッチメントはφ52mm P=0.75ねじ込み[16]。Ai Nikkor 20mm F4の後継。
- Ai Nikkor 20mm F4 (1977年3月発売) - 8群10枚。最短撮影距離0.3m。アタッチメントはφ52mm P=0.75ねじ込み[15]。
- Ai Nikkor 24mm F2 (1977年10月発売) - 10群11枚。近距離補正方式で最短撮影距離0.3m。アタッチメントはφ52mm P=0.75ねじ込み[15]。
- Ai Nikkor 24mm F2.8 (1977年3月発売) - 9群9枚。近距離補正方式で最短撮影距離0.3m。アタッチメントはφ52mm P=0.75ねじ込み[15]。
- Ai Nikkor 28mm F2 (1977年3月発売) - 8群9枚。近距離補正方式で最短撮影距離0.25m。アタッチメントはφ52mm P=0.75ねじ込み[15]。
- Ai Nikkor 28mm F2.8 (1977年3月発売) - 7群7枚。最短撮影距離0.3m。アタッチメントはφ52mm P=0.75ねじ込み[15]。
- Ai Nikkor 28mm F3.5 (1977年3月発売) - 6群6枚。最短撮影距離0.3m。アタッチメントはφ52mm P=0.75ねじ込み[15]。
- Ai Nikkor 35mm F1.4 (1977年6月発売) - 7群9枚。近距離補正方式で最短撮影距離0.3m。アタッチメントはφ52mm P=0.75ねじ込み[15]。
- Ai Nikkor 35mm F2 (1977年3月発売) - 6群8枚。最短撮影距離0.3m。アタッチメントはφ52mm P=0.75ねじ込み[15]。
- Ai Nikkor 35mm F2.8 (1978年5月発売、新型) - 5群5枚。最短撮影距離0.3m。アタッチメントはφ52mm P=0.75ねじ込み[16]。
- Ai Nikkor 35mm F2.8 (1977年3月発売、旧型) - 6群6枚。最短撮影距離0.3m。アタッチメントはφ52mm P=0.75ねじ込み[15]。
- Ai Nikkor 50mm F1.2 (1978年12月発売) - 6群7枚。最短撮影距離0.5m。アタッチメントはφ52mm P=0.75ねじ込み[16]。Ai Nikkor 55mm F1.2の後継。
- Ai Nikkor 50mm F1.4 (1977年3月発売) - 6群7枚。最短撮影距離0.45m。アタッチメントはφ52mm P=0.75ねじ込み[15]。
- Ai Nikkor 50mm F1.8 (1978年3月発売) - 5群6枚。最短撮影距離0.45m。アタッチメントはφ52mm P=0.75ねじ込み[16]。Ai Nikkor 50mm F2の後継。
- Ai Nikkor 50mm F2 (1977年3月発売) - 4群6枚。最短撮影距離0.45m。アタッチメントはφ52mm P=0.75ねじ込み[15]。
- Ai Nikkor 55mm F1.2 (1977年3月発売) - 5群7枚。最短撮影距離0.5m。アタッチメントはφ52mm P=0.75ねじ込み[15]。
- Ai Micro-Nikkor 55mm F2.8 (1980年2月発売) - 5群6枚。近距離補正方式で最短撮影距離0.25(PK-13接写リング併用時0.225) m。アタッチメントはφ52mm P=0.75ねじ込み[16]。Ai Micro-Nikkor 55mm F3.5の後継。濱西芳徳設計。製造番号17万番台の極めて初期のものからすでにAi-Sの仕様となっている[注釈 5]。
- Ai Micro-Nikkor 55mm F3.5 (1977年3月発売) - 4群5枚。最短撮影距離0.241(PK-13接写リング併用時0.214) m。アタッチメントはφ52mm P=0.75ねじ込み。基準撮影倍率1/10倍、単体で無限遠から1/2倍、PK-13接写リング併用時1/2倍から等倍の撮影可能[15]。
- Ai Noct Nikkor 58mm F1.2 (1977年3月発売) - 研削加工による非球面レンズを第一面に含む6群7枚。最短撮影距離0.5m。アタッチメントはφ52mm P=0.75ねじ込み[16]。絞り羽根7枚。夜景・天体撮影向けとして販売されたレンズで、F1.2という大口径でありながら開放で撮影してもコマ収差による周辺部での点光源の変形が目立たない[15]。清水義之設計。
- Ai Nikkor 85mm F2 (1977年6月発売) - 5群5枚。最短撮影距離0.85m。アタッチメントはφ52mm P=0.75ねじ込み[15]。
- Ai Nikkor 105mm F2.5 (1977年3月発売) - 4群5枚。最短撮影距離1m。アタッチメントはφ52mm P=0.75ねじ込み[15]。
- Ai Micro-Nikkor 105mm F4 (1977年5月発売) - ヘリアー型3群5枚。最短撮影距離0.47(PN-11接写リング併用時0.42) m。アタッチメントはφ52mm P=0.75ねじ込み。単体で無限遠から1/2倍、PN-11接写リング併用時1/2倍から等倍の撮影可能[15]。
- Ai Nikkor 135mm F2 (1977年6月発売) - 4群6枚。最短撮影距離1.3m。アタッチメントはφ72mm P=0.75ねじ込み[15]。
- Ai Nikkor 135mm F2.8 (1977年3月発売) - 4群5枚。最短撮影距離1.3m。アタッチメントはφ52mm P=0.75ねじ込み[15]。
- Ai Nikkor 135mm F3.5 (1977年6月発売) - 4群4枚。最短撮影距離1.3m。アタッチメントはφ52mm P=0.75ねじ込み[15]。
- Ai Nikkor 180mm F2.8 (1977年7月発売) - 4群5枚。最短撮影距離1.8m。アタッチメントはφ72mm P=0.75ねじ込み[15]。
- Ai Nikkor ED 200mm F2(IF)  (1977年4月報道向け限定発売) - 2枚のEDレンズを含む8群10枚。最短撮影距離2.5m。アタッチメントはφ12mm P=1ねじ込み。林清志設計。
- Ai Nikkor 200mm F4 (1977年3月発売) - 5群5枚。最短撮影距離2m。アタッチメントはφ52mm P=0.75ねじ込み[15]。
- Ai Micro-Nikkor 200mm F4(IF)  (1979年3月発売) - 6群9枚。最短撮影距離0.71m。アタッチメントはφ52mm P=0.75ねじ込み[16]。
- Ai Nikkor ED 300mm F2.8(IF)  (1978年2月発売) - EDレンズを含む6群8枚。最短撮影距離4m。アタッチメントはφ12mm P=1ねじ込み、フィルターはφ39mmP=1ねじ込み[16]。
- Ai Nikkor ED 300mm F4.5(IF)  (1978年12月発売) - EDレンズを含む6群7枚。最短撮影距離2.5m。アタッチメントはφ72mm P=0.75ねじ込み[16]。
- Ai Nikkor ED 300mm F4.5 (1977年6月発売) - EDレンズ2枚を含む4群6枚。最短撮影距離4m。アタッチメントはφ72mm P=0.75ねじ込み[15]。
- Ai Nikkor 300mm F4.5 (1977年3月発売) - 5群6枚。最短撮影距離4m。アタッチメントはφ72mm P=0.75ねじ込み[15]。
- Ai Nikkor ED 400mm F3.5(IF)  (1977年6月発売) - EDレンズ2枚を含む6群8枚。最短撮影距離4.5m。アタッチメントはφ12mm P=1、フィルターはφ39mmP=1ねじ込み。フォーカスクリック機構付き[15]。
- Ai Nikkor ED 400mm F5.6(IF)  (1979年3月発売) - EDレンズを含む6群7枚。最短撮影距離4m。アタッチメントはφ72mm P=0.75ねじ込み[16]。
- Ai Nikkor ED 400mm F5.6 (1977年3月発売) - EDレンズ1枚を含む3群5枚。最短撮影距離5m。アタッチメントはφ72mm P=0.75ねじ込み[15]。
- Ai Nikkor ED 600mm F5.6(IF)  (1977年6月発売) - EDレンズ2枚を含む6群7枚。最短撮影距離5.5m。アタッチメントはφ12mm P=1ねじ込み、フィルターはφ39mmP=1ねじ込み。フォーカスクリック機構付き[15]。
- Ai Nikkor ED 800mm F8(IF)  (1979年3月発売) - EDレンズを含む7群9枚。最短撮影距離10m。アタッチメントはφ12mm P=1ねじ込み、フィルターはφ39mmP=1ねじ込み[16]。
- Ai Nikkor ED 1200mm F11(IF)  (1979年3月発売) - EDレンズを含む8群9枚。最短撮影距離14m。アタッチメントはφ12mm P=1ねじ込み、フィルターはφ39mmP=1ねじ込み[16]。
- Ai Zoom Nikkor 25-50mm F4 (1979年11月発売) - 10群11枚。最短撮影距離0.6m。アタッチメントはφ72mm P=0.75ねじ込み[16]。水谷典雄設計[12]。
- Ai Zoom Nikkor 28-45mm F4.5 (1977年6月発売) - 7群11枚。最短撮影距離0.6m。アタッチメントはφ72mm P=0.75ねじ込み[15]。
- Ai Zoom Nikkor 35-70mm F3.5 - 9群10枚。最短撮影距離0.7(マクロ機構使用時0.35) m。アタッチメントはφ62mm P=0.75ねじ込み[16]。
- Ai Zoom Nikkor 35-70mm F3.5 (1977年12月発売) - 9群10枚。最短撮影距離1m。アタッチメントはφ72mm P=0.75ねじ込み。
- Ai Zoom Nikkor 43-86mm F3.5 (1977年3月発売) - 8群11枚。最短撮影距離1.2m。アタッチメントはφ52mm P=0.75ねじ込み[15]。
- Ai Zoom Nikkor 50-300mm F4.5 (1977年5月発売) - 13群20枚。最短撮影距離2.5m。アタッチメントはφ95mmP=1ねじ込み[15]。
- Ai Zoom Nikkor ED 50-300mm F4.5 - EDレンズ1枚を含む11群15枚。最短撮影距離2.5m。アタッチメントはφ95mmP=1ねじ込み[15]。
- Ai Zoom Nikkor 80-200mm F4.5 (1977年3月発売) - 9群12枚。最短撮影距離1.8m。アタッチメントはφ52mm P=0.75ねじ込み[15]。
- Ai テレコンバーター TC-14 (1978年12月発売) - 5群5枚。主レンズとの合成焦点距離は主レンズ焦点距離の1.4倍となる。開放絞りは1段暗くなる[17]。

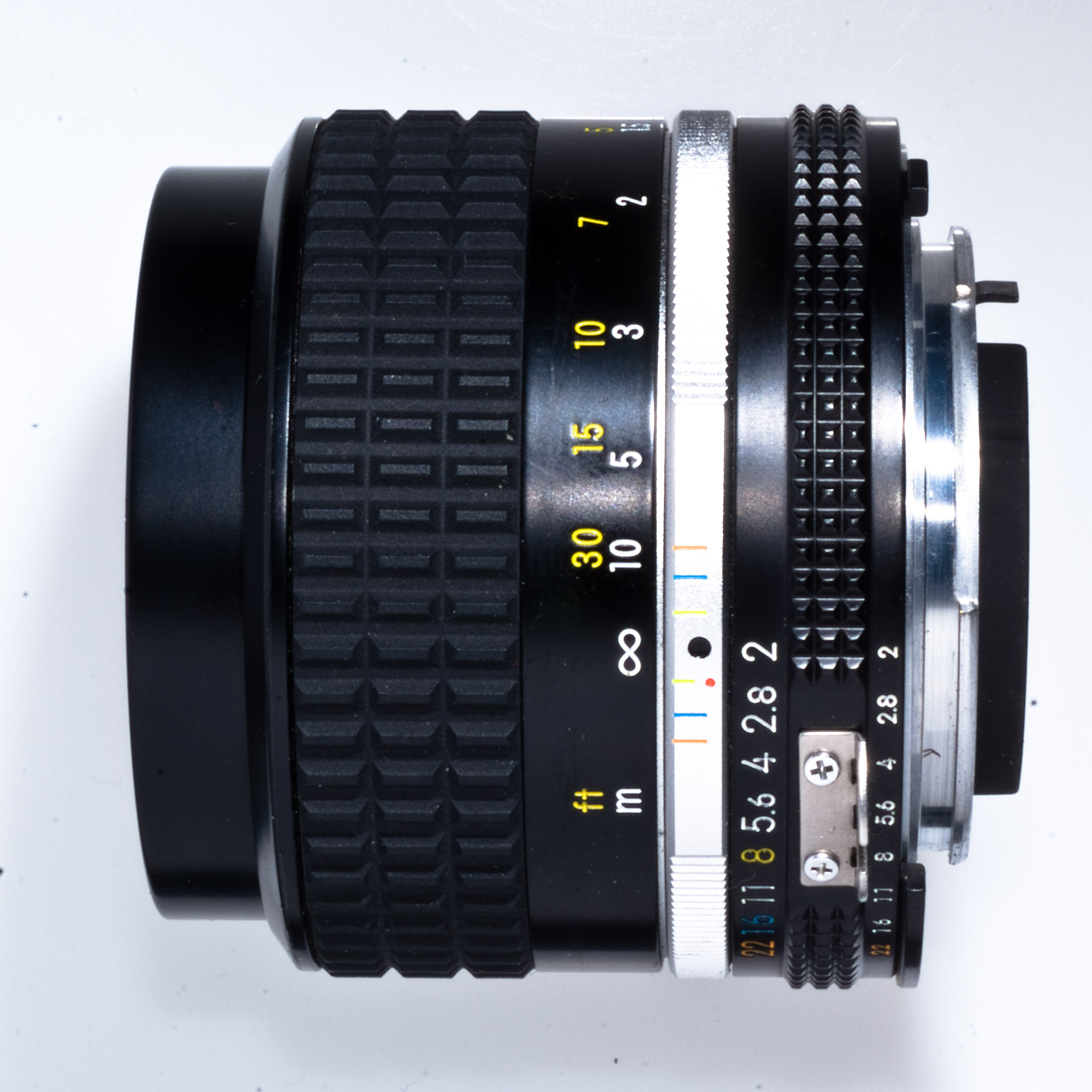
Ai Nikkor 85mm F2S

- Ai テレコンバーター TC-200 (1977年5月発売) - 5群7枚。主レンズとの合成焦点距離は主レンズ焦点距離の2倍となる。開放絞りは2段暗くなる。主に200mm以下のレンズに使用する[15]。
- Ai テレコンバーター TC-300 (1977年6月発売) - 5群5枚。主レンズとの合成焦点距離は主レンズ焦点距離の2倍となる。開放絞りは2段暗くなる。主に300mm以上のレンズに使用する[15]。

### Ai-Sニッコール (Ai-S Nikkor)
1980年3月以降順次発売。Ai対応。自動絞り。開放F値F5.6以上の明るいレンズには原則爪があるので旧連動方式も可能。自動絞り連動レバーの押し込み角と絞り段数を比例させマルチモードAEに対応、またマウント部識別ピンで135mm以上のレンズを識別できハイスピードプログラムに対応した。ニコンによればニコンF4、ニコンF4S、ニコンF4E、ニコンFAのマルチパターン測光の精度はAi Nikkor よりAi-S Nikkor の方が向上するとされる。全般的にピントリングの回転角を小さくしピント合わせを迅速化するとともに、スプリットのずれ量とピントリングの回転角を比例的にし操作感を統一した。マウント部の三日月状のくぼみがあること、絞り環の最小絞り値表記が直読式の小さな表記ともどもオレンジ色に着色されていることでAiシリーズと識別するが、初期製品にはこの着色が黄色に近い個体も存在するので注意が必要である。
- Ai Fisheye Nikkor 6mm F2.8S (1982年5月発売) - 全周魚眼。9群12枚。最短撮影距離0.25m。フィルターは5種内蔵[18]。
- Ai Fisheye Nikkor 8mm F2.8S (1982年3月発売) - 全周魚眼。8群10枚。最短撮影距離0.3m。フィルターは5種内蔵[18]。
- Ai Fisheye Nikkor 16mm F2.8S (1982年2月発売) - 対角線魚眼。5群8枚。最短撮影距離0.3m。フィルターは4種付属、後部バヨネット交換式[18]。
- Ai Nikkor 13mm F5.6S (1982年3月発売) - 12群16枚。近距離補正方式で最短撮影距離0.3m。フィルターは4種付属、後部バヨネット交換式[18]。
- Ai Nikkor 15mm F3.5S (1982年2月発売) - 11群14枚。近距離補正方式で最短撮影距離0.3m。フィルターは4種付属、後部バヨネット交換式[18]。
- Ai Nikkor 18mm F3.5S (1982年2月発売) - 10群11枚。近距離補正方式で最短撮影距離0.25m。アタッチメントはφ72mm P=0.75ねじ込み[18]。
- Ai Nikkor 20mm F2.8S (1984年12月発売) - Ai Nikkor 20mm F3.5Sの後継。9群12枚。最短撮影距離0.25m。アタッチメントはφ62mm P=0.75ねじ込み[18]。
- Ai Nikkor 20mm F3.5S (1981年12月発売) - 8群11枚。最短撮影距離0.3m。アタッチメントはφ52mm P=0.75ねじ込み[17]。
- Ai Nikkor 24mm F2S (1981年12月発売) - 10群11枚。近距離補正方式で最短撮影距離0.3m。アタッチメントはφ52mm P=0.75ねじ込み[18]。
- Ai Nikkor 24mm F2.8S (1981年10月発売) - 9群9枚。近距離補正方式で最短撮影距離0.3m。アタッチメントはφ52mm P=0.75ねじ込み[18]。Ai AF Nikkor 24mm F2.8S発売に伴い販売中止されたが1986年5月に再発売された[19]。
- Ai Nikkor 28mm F2S (1981年12月発売) - 8群9枚。近距離補正方式で最短撮影距離0.25m。アタッチメントはφ52mm P=0.75ねじ込み。Ai Nikkor 28mm F2と比較して光学系が変更されている[20]。
- Ai Nikkor 28mm F2.8S (1981年9月発売) - 8群8枚。近距離補正方式で最短撮影距離0.2m。アタッチメントはφ52mm P=0.75ねじ込み[18]。Ai Nikkor 28mm F2.8と比較して光学系が変更されている。Ai AF Nikkor 28mm F2.8S発売に伴い販売中止されたが1986年5月に再発売された[19]。
- Ai Nikkor 28mm F3.5S (1981年10月発売) - 6群6枚。最短撮影距離0.3m。アタッチメントはφ52mm P=0.75ねじ込み[17]。
- Ai Nikkor 35mm F1.4S (1982年2月発売) - 7群9枚。近距離補正方式で最短撮影距離0.3m。アタッチメントはφ52mm P=0.75ねじ込み[18]。
- Ai Nikkor 35mm F2S (1981年9月発売) - 6群8枚。最短撮影距離0.3m。アタッチメントはφ52mm P=0.75ねじ込み[18]。
- Ai Nikkor 35mm F2.8S (1981年9月発売) - 5群5枚。最短撮影距離0.3m。アタッチメントはφ52mm P=0.75ねじ込み[18]。

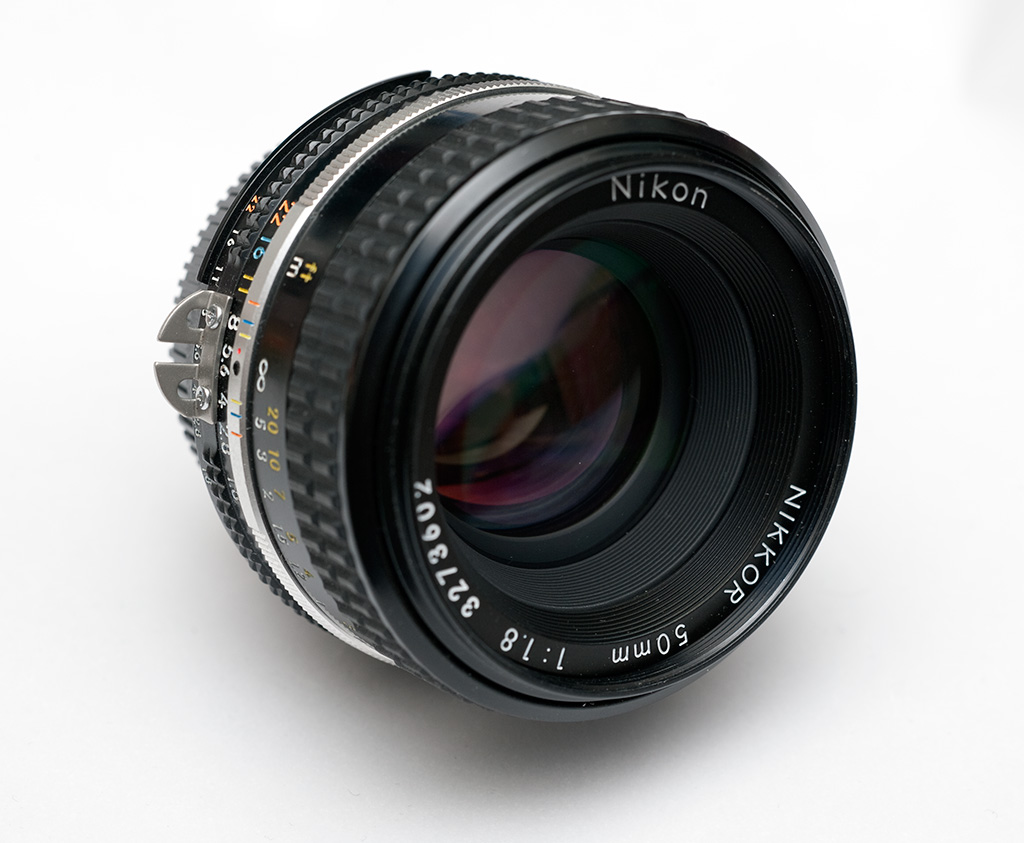
Ai Nikkor 50mm F1.8S(輸出向け)

- Ai Nikkor 50mm F1.2S (1981年9月発売) - 6群7枚。最短撮影距離0.5m。アタッチメントはφ52mm P=0.75ねじ込み[18]。
- Ai Nikkor 50mm F1.4S (1981年9月発売) - 6群7枚。最短撮影距離0.45m。アタッチメントはφ52mm P=0.75ねじ込み[18]。
- Ai Nikkor 50mm F1.4S Gold - ニコンFAゴールドとのセット販売のみ。フロントキャップのNikonの文字も金色になっている。爪がない。それ以外の点は一般のAi Nikkor 50mm F1.4Sと変わらない。
- Ai Nikkor 50mm F1.8S (1980年3月発売[注釈 6]) - 5群6枚。最短撮影距離0.45m。アタッチメントはφ52mm P=0.75ねじ込み[18]。Ai Nikkor 50mm F1.8の光学系はそのままにニコンEMに合わせて薄型化した。絞り環には露出計連動爪がない。メーカーでは爪のついた専用の絞り環も用意しており、交換することもできた。距離環は海外版400万番台のAi Nikkor 50mm F1.8S と違い一般的なゴム製。

- Ai Nikkor 50mm F1.8S  - 国内販売なし。5群6枚。最短撮影距離0.45m。アタッチメントはφ52mm P=0.75ねじ込み。外観はAi Nikkor 50mm F1.8 と類似するが、絞り環の厚みが薄い。露出計連動爪あり。鏡筒はアルミ製だが、銘版部分はプラスチック製。外見と製造番号300万番台であることから判別は容易である。
- Ai Nikkor 50mm F1.8S - 国内販売なし。5群6枚。最短撮影距離0.6m。アタッチメントはφ52mm P=0.75ねじ込み。Nikon Lens Series E 50mm F1.8を小変更したもので、国内で販売されたAi Nikkor 50mm F1.8Sと比較して最短撮影距離が長い。距離環も絞り環もプラスチック製で、指がかりは一体成形である。一部エレメントは単層コート。製造番号400万番台であることでも判別できる。
- Ai Micro-Nikkor 55mm F2.8S (1981年12月発売) - 5群6枚。近距離補正方式で最短撮影距離0.25(PK-13併用時0.225) m。アタッチメントはφ52mm P=0.75ねじ込み[21]。濱西芳徳設計。Ai Micro-Nikkor 55mm F3.5までは設計基準1/10倍であったが、このレンズは設計基準を無限遠とし近距離補正方式としている。別売りの接写リングPK-13を併用すれば等倍撮影も可能だが、この場合近距離補正機能は働かない。
- Ai Noct Nikkor 58mm F1.2S (1982年4月発売) - 研削加工による非球面レンズを第一面に含む6群7枚。最短撮影距離0.5m。アタッチメントはφ52mm P=0.75ねじ込み。絞り羽根9枚。夜景・天体撮影向けとして販売されたレンズで、F1.2という大口径でありながら開放で撮影してもコマ収差による周辺部での点光源の変形が目立たない[17]。製品全数で専用計測器にてコマフレアの管理を行っており非球面レンズ交換を伴う修理の場合全く同じには戻らないと言われていた。現在は部品払底のため部品交換を伴う修理はできない。清水義之設計。1997年販売終了、生産末期ロットの一部に誤ってNocf-Nikkorと刻印された個体が見られる。
- Ai Nikkor 85mm F1.4S (1981年9月発売) - 5群7枚。近距離補正方式で最短撮影距離0.85m。アタッチメントはφ72mm P=0.75ねじ込み[17]。
- Ai Nikkor 85mm F2S (1981年10月発売) - 5群5枚。最短撮影距離0.85m。アタッチメントはφ52mm P=0.75ねじ込み[17]。
- Ai Nikkor 105mm F1.8S (1981年9月発売) - 5群5枚。最短撮影距離1m。アタッチメントはφ62mm P=0.75ねじ込み[17]。
- Ai Nikkor 105mm F2.5S (1981年10月発売) - 4群5枚。最短撮影距離1m。アタッチメントはφ52mm P=0.75ねじ込み[17]。
- Ai Micro-Nikkor 105mm F2.8S (1984年4月発売) - Ai Micro-Nikkor 105mm F4Sの後継。9群10枚。近距離補正方式で最短撮影距離0.41(PN-11併用時0.37) m。単体で無限遠から1/2倍、PN-11併用時1/0.88倍までの撮影可能。アタッチメントはφ52mm P=0.75ねじ込み[18]。濱西芳徳設計。
- Ai Micro-Nikkor 105mm F4S (1981年10月発売) - ヘリアー型3群5枚。最短撮影距離0.47(PN-11併用時0.42) m。アタッチメントはφ52mm P=0.75ねじ込み。複写時に鏡胴を真下に向けたときに距離環がレンズの重みで動いてしまうことを防ぐ固定用のネジが付いた。内蔵引き出し式フードが深くなり起毛素材で内面反射防止が施された[17]。
- Ai UV Nikkor 105mm F4.5S (1985年9月発売) - 蛍石レンズや石英レンズを含む6群6枚。紫外線領域での表面反射を抑える特殊なコーティングにより波長域220-900nmの光を約70%透過する。最短撮影距離0.48(PN-11併用時0.43) m。アタッチメントはφ52mm P=0.75ねじ込み。52mm角の紫外線透過フィルター、UR-2リング、ゼラチンフィルターホルダーAF-1が付属する。紫外線透過フィルターは波長220-420nmの光を透過し透過中心波長は約330nm、UR-2リングに挟みゼラチンフィルターホルダーAF-1にセットして使用する。可視光でピントを合わせれば紫外線撮影時のピント補正は不要。L37CまたはL39フィルターのみを装着すれば一般的なカラー撮影も可能[22]。若宮孝一設計。2008年現在同等品が「レイファクトPF10545MF-UV」として栃木ニコンから販売されている。
- Ai Nikkor 135mm F2S (1982年2月発売) - 4群6枚。最短撮影距離1.3m。アタッチメントはφ72mm P=0.75ねじ込み[17]。
- Ai Nikkor 135mm F2.8S (1981年12月発売) - 4群5枚。最短撮影距離1.3m。アタッチメントはφ52mm P=0.75ねじ込み[17]。
- Ai Nikkor 135mm F3.5S (1982年4月発売) - 4群4枚。最短撮影距離1.3m。アタッチメントはφ52mm P=0.75ねじ込み[17]。
- Ai Nikkor ED 180mm F2.8S (1981年10月発売) - EDレンズを含む5群5枚。最短撮影距離1.8m。アタッチメントはφ72mm P=0.75ねじ込み。Ai Nikkor 180mm F2.8の後継[17]。松井靖設計[12]。Ai AF Nikkor ED 180mm F2.8S発売に伴い販売中止されたが1986年5月に再発売された[19]。
- Ai Nikkor ED 200mm F2S(IF)(New)  (1985年12月発売) - 2枚のEDレンズを含む8群10枚(+保護ガラス1枚) 。最短撮影距離2.5m。フィルターはゼラチンを使用。
- Ai Nikkor ED 200mm F2S(IF)  (1982年4月発売) - 2枚のEDレンズを含む8群10枚。最短撮影距離2.5m。アタッチメントはφ12mm P=1ねじ込み[17]。
- Ai Nikkor 200mm F4S (1981年12月発売) - 5群5枚。最短撮影距離2m。アタッチメントはφ52mm P=0.75ねじ込み[17]。
- Ai Micro-Nikkor 200mm F4S(IF)  (1982年5月発売) - 6群9枚。最短撮影距離0.71m。アタッチメントはφ52mm P=0.75ねじ込み[18]。
- Ai Nikkor ED 300mm F2S(IF)  (1984年1月発売) - EDレンズを含む8群11枚。最短撮影距離4m。フィルターはφ5mm P=0.75ねじ込み。
- Ai Nikkor ED 300mm F2.8S(IF)(New)  (1985年12月発売) - EDレンズを含む6群8枚(+保護ガラス1枚) 。最短撮影距離3m。アタッチメントはφ39mmP=1ねじ込み。Ai AF Nikkor ED 300mm F2.8S(IF) 発売に伴い販売中止されたが1986年5月に再発売された[19]。
- Ai Nikkor ED 300mm F2.8S(IF)  (1982年3月発売) - EDレンズを含む6群8枚。最短撮影距離4m。アタッチメントはφ12mm P=1ねじ込み、フィルターはφ39mmP=1ねじ込み[17]。
- Ai Nikkor ED 300mm F4.5S(IF)  (1982年2月発売) - EDレンズを含む6群7枚。最短撮影距離2.5m。アタッチメントはφ72mm P=0.75ねじ込み[17]。
- Ai Nikkor 300mm F4.5S (1981年12月発売) - 5群6枚。最短撮影距離3.5m。アタッチメントはφ72mm P=0.75ねじ込み[17]。
- Ai Nikkor ED 400mm F2.8S(IF)  (1985年9月発売) - EDレンズを含む6群8枚(+保護ガラス1枚) 。最短撮影距離4m。フィルターはφ5mm P=0.75ねじ込み。
- Ai Nikkor ED 400mm F3.5S(IF)  (1982年4月発売) - EDレンズを含む6群8枚。最短撮影距離4.5m。アタッチメントはφ12mm P=1ねじ込み、フィルターはφ39mmP=1ねじ込み[17]。
- Ai Nikkor ED 400mm F5.6S(IF)  (1982年2月発売) - EDレンズを含む6群7枚。最短撮影距離4m。アタッチメントはφ72mm P=0.75ねじ込み[17]。
- Ai Nikkor ED 600mm F4S(IF)(New)  (1985年12月発売) - EDレンズを含む6群8枚(+保護ガラス1枚) 。最短撮影距離6.5m。フィルターはφ39mmP=1ねじ込み。
- Ai Nikkor ED 600mm F4S(IF)  (1982年11月発売) - EDレンズを含む6群8枚。最短撮影距離6.5m。アタッチメントはφ160mmP=1ねじ込み、フィルターはφ39mmP=1ねじ込み。
- Ai Nikkor ED 600mm F5.6S(IF)(New)  (1985年12月発売) - EDレンズを含む6群7枚(+保護ガラス1枚) 。最短撮影距離5m。フィルターはφ39mmP=1ねじ込み。
- Ai Nikkor ED 600mm F5.6S(IF)  (1982年5月発売) - EDレンズを含む6群7枚。最短撮影距離5.5m。アタッチメントはφ12mm P=1ねじ込み、フィルターはφ39mmP=1ねじ込み[17]。
- Ai Nikkor ED 800mm F5.6S(IF)  (1986年7月25日発売[23]) - EDレンズを含む6群8枚(+保護ガラス1枚) 。最短撮影距離8m。フィルターはφ5mm P=0.75ねじ込み。
- Ai Nikkor ED 800mm F8S(IF)  (1982年2月発売) - EDレンズを含む7群9枚。最短撮影距離10m。アタッチメントはφ12mm P=1ねじ込み、フィルターはφ39mmP=1ねじ込み[17]。
- Ai Nikkor ED 1200mm F11S(IF)  (1982年4月発売) - EDレンズを含む8群9枚。最短撮影距離14m。アタッチメントはφ12mm P=1ねじ込み、フィルターはφ39mmP=1ねじ込み[17]。
- Ai Zoom Nikkor 25-50mm F4S (1981年12月発売) - 10群11枚。最短撮影距離0.6m。アタッチメントはφ72mm P=0.75ねじ込み[17]。
- Ai Zoom Nikkor 28-50mm F3.5S (1984年4月発売) - 9群9枚。最短撮影距離0.6(マクロ機構使用時0.32) m。アタッチメントはφ52mm P=0.75ねじ込み。
- Ai Zoom Nikkor 28-85mm F3.5-4.5S (1985年12月発売) - 11群15枚。最短撮影距離0.8(マクロ機構使用時0.23) m。アタッチメントはφ62mm P=0.75ねじ込み。Ai AF Zoom Nikkor 28-85mm F3.5-4.5S発売に伴い販売中止されたが1986年5月に再発売された[19]。
- Ai Zoom Nikkor 35-70mm F3.5S (1981年12月発売) - 9群10枚。最短撮影距離0.7(マクロ機構使用時0.35) m。アタッチメントはφ62mm P=0.75ねじ込み。Ai Zoom Nikkor 35-70mm F3.5と比較して光学系が変更され、アタッチメントが小径化されている[17]。
- Ai Zoom Nikkor 35-70mm F3.3-4.5S (1984年11月発売) - 7群8枚。最短撮影距離0.5(マクロ機構使用時0.35) m。アタッチメントはφ52mm P=0.75ねじ込み。
- Ai Zoom Nikkor 35-70mm F3.5-4.8S - ニコンFE10、ニコンFM10とのセットでのみ販売された。爪がない。
- Ai Zoom Nikkor 35-105mm F3.5-4.5S (1983年4月発売) - 12群16枚。最短撮影距離1.4(マクロ機構使用時0.27) m。アタッチメントはφ52mm P=0.75ねじ込み[21]。
- Ai Zoom Nikkor 35-135mm F3.5-4.5S (1984年12月発売) - 14群15枚。最短撮影距離1.5(マクロ機構使用時0.4) m。アタッチメントはφ62mm P=0.75ねじ込み[21]。
- Ai Zoom Nikkor 35-200mm F3.5-4.5S (1985年12月発売) - 13群17枚。最短撮影距離1.6(マクロ機構使用時0.3) m。アタッチメントはφ62mm P=0.75ねじ込み。高橋友刀設計[12]。
- Ai Zoom Nikkor 50-135mm F3.5S (1982年12月発売) - 13群16枚。最短撮影距離1.3(マクロ機構使用時0.6) m。アタッチメントはφ62mm P=0.75ねじ込み。
- Ai Zoom Nikkor ED 50-300mm F4.5S (1982年3月発売) - EDレンズを含む11群15枚。最短撮影距離2.5m。アタッチメントはφ95mmP=1ねじ込み[21]。
- Ai Zoom Nikkor ED 80-200mm F2.8S (1982年12月発売) - EDレンズを含む11群15枚。最短撮影距離2.5m。アタッチメントはφ95mmP=1ねじ込み[21]。濱西芳徳設計。
- Ai Zoom Nikkor 80-200mm F4S (1981年10月発売) - 9群13枚。最短撮影距離1.2m。アタッチメントはφ62mm P=0.75ねじ込み[21]。濱西芳徳設計。
- Ai Zoom Nikkor 100-300mm F5.6S (1984年7月発売) - 10群14枚。最短撮影距離2m。アタッチメントはφ62mm P=0.75ねじ込み。
- Ai Zoom Nikkor ED 180-600mm F8S (1982年4月発売) - EDレンズを含む11群18枚。最短撮影距離2.5m。アタッチメントはφ95mmP=1ねじ込み[21]。
- Ai Zoom Nikkor ED 200-400mm F4S (1984年2月発売) - EDレンズを含む10群15枚。最短撮影距離4m。アタッチメントはφ12mm P=1ねじ込み[21]。
- Ai Zoom Nikkor 200-600mm F9.5S (1982年4月発売) - 12群19枚。最短撮影距離4(付属アタッチメント使用時2.3) m。アタッチメントはφ82mm P=0.75ねじ込み、フィルターはシリーズIXを使用する[17]。
- Ai Zoom Nikkor ED 360-1200mm F11S (1982年4月発売) - EDレンズ2枚を含む12群20枚。最短撮影距離6m。アタッチメントはφ12mm P=1ねじ込み[17]。
- Ai テレコンバーター TC-14AS (1983年9月発売) - 5群5枚[21]。主レンズとの合成焦点距離は主レンズ焦点距離の1.4倍となる。開放絞りは1段暗くなる。主に200mm以下のレンズに使用する。ニコンFAのプログラムモードと組み合わせた時はハイスピードプログラムに切り替わる。
- Ai テレコンバーター TC-14BS (1983年9月発売) - 5群5枚[21]。主レンズとの合成焦点距離は主レンズ焦点距離の1.4倍となる。開放絞りは1段暗くなる。主に300mm以上のレンズに使用する。ニコンFAのプログラムモードと組み合わせた時はハイスピードプログラムに切り替わる。
- Ai テレコンバーター TC-14CS - Ai Nikkor ED 300mm F2S(IF) 専用テレコンバーター。
- Ai テレコンバーター TC-201S (1983年9月発売) - 5群7枚[21]。主レンズとの合成焦点距離は主レンズ焦点距離の2倍となる。開放絞りは2段暗くなる。主に200mm以下のレンズに使用する。ニコンFAのプログラムモードと組み合わせた時はハイスピードプログラムに切り替わる。
- Aiテレコンバーター TC-301S (1983年9月発売) - 5群5枚[21]。主レンズとの合成焦点距離は主レンズ焦点距離の2倍となる。開放絞りは2段暗くなる。主に300mm以上のレンズに使用する。ニコンFAのプログラムモードと組み合わせた時はハイスピードプログラムに切り替わる。

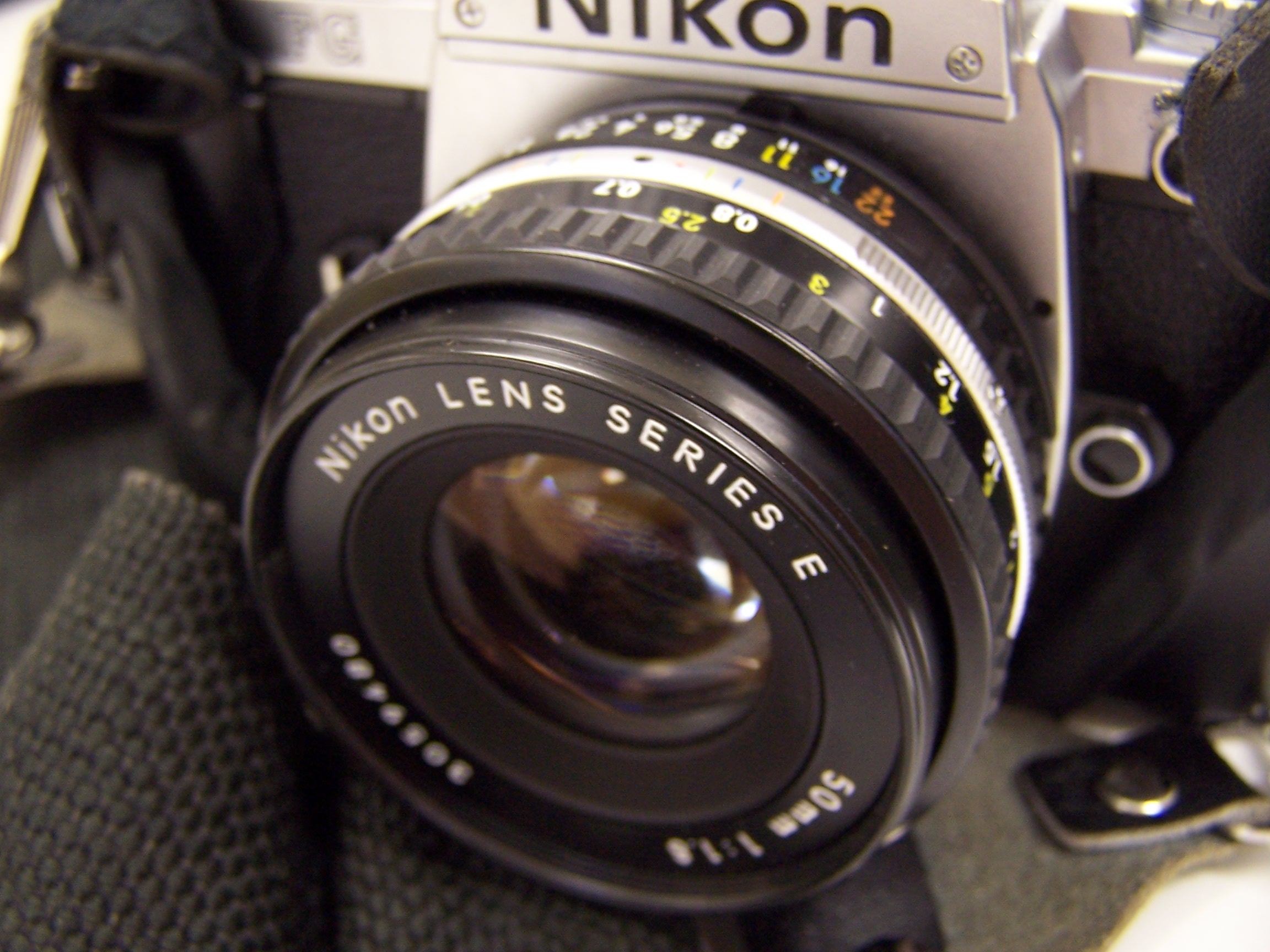
ニコンFGに装着した Nikon Lens Series E 50mm F1.8(New)

### ニコンレンズシリーズE (Nikon Lens Series E)
ニコンEMに合わせて1980年3月から発売された。エンジニアリングプラスチックを鏡筒に採用し、レンズを単層コーティングにすることでコストを抑え、デザインもニコンEMと共通デザイン。機構的には基本的にAi-Sに準じるが爪がなくまた爪装着改造も出来ないため旧連動方式のカメラでは絞り込み測光となる。途中で(New) に変更されているがレンズリングが銀色になっているなど外装の微小な変更のみ。
- Nikon Lens Series E 28mm F2.8(New) (国内販売なし) - アタッチメントはφ52mm P=0.75ねじ込み。光学系が後にLW Nikkor 28mm F2.8に流用された。
- Nikon Lens Series E 28mm F2.8 (国内販売なし) - アタッチメントはφ52mm P=0.75ねじ込み。
- Nikon Lens Series E 35mm F2.5(New) (1981年5月発売) - 5群5枚。最短撮影距離0.3m。アタッチメントはφ52mm P=0.75ねじ込み[17]。
- Nikon Lens Series E 35mm F2.5 (1980年3月発売) - 5群5枚。最短撮影距離0.3m。アタッチメントはφ52mm P=0.75ねじ込み[16]。
- Nikon Lens Series E 50mm F1.8(New) (国内販売なし) - 5群6枚。最短撮影距離0.6m。アタッチメントはφ52mm P=0.75ねじ込み。後に外装を変更され海外版のAi Nikkor 50mm F1.8Sとなった。
- Nikon Lens Series E 50mm F1.8 (国内販売なし) - 5群6枚。最短撮影距離0.6m。アタッチメントはφ52mm P=0.75ねじ込み。モノコート。
- Nikon Lens Series E 100mm F2.8(New) (1981年5月発売) - 4群4枚。最短撮影距離1m。アタッチメントはφ52mm P=0.75ねじ込み[17]。
- Nikon Lens Series E 100mm F2.8 (1980年3月発売) - 4群4枚。最短撮影距離1m。アタッチメントはφ52mm P=0.75ねじ込み[16]。モノコート。若宮孝一設計。
- Nikon Lens Series E 135mm F2.8 (1981年3月海外発売、国内販売なし) - 4群4枚。最短撮影距離1.5m。アタッチメントはφ52mm P=0.75ねじ込み。最初から(New) バージョンの外装で発売された。
- Nikon Lens Series E 36-72mm F3.5 (1981年10月発売) - 8群8枚。最短撮影距離1.2m。アタッチメントはφ52mm P=0.75ねじ込み。最初から(New) バージョンの外装で発売された[17]。
- Nikon Lens Series E 70-210mm F4 (1982年3月発売) - 9群13枚。最短撮影距離1.5(マクロ機構使用時0.56) m。アタッチメントはφ62mm P=0.75ねじ込み。最初から(New) バージョンの外装で発売された[17]。
- Nikon Lens Series E 75-150mm F3.5(New) (1981年5月発売) - 9群12枚。最短撮影距離1m。アタッチメントはφ52mm P=0.75ねじ込み[17]。
- Nikon Lens Series E 75-150mm F3.5 (1980年5月発売) - 9群12枚。最短撮影距離1m。アタッチメントはφ52mm P=0.75ねじ込み[16]。飯塚豊設計[12]。

### Ai~Pニッコール (Ai~P Nikkor)
Ai対応。自動絞り。CPUを内蔵し、近年に発売された一眼レフカメラでも露出計の動作やマルチパターン測光の使用が可能。距離エンコーダーを持たない。マニュアルフォーカスレンズ。
- Ai Nikkor 45mm F2.8P(2001年11月23日ブラック仕上げ発売[24]) - テッサー型3群4枚。最短撮影距離0.45m。アタッチメントはφ52mm P=0.75ねじ込み。フロントキャップは専用品。
- Ai Nikkor ED 500mm F4P(IF)  (1988年3月発売) - EDレンズを含む6群8枚(+保護ガラス1枚) 。最短撮影距離5m。フィルターφ39mmP=1ねじ込み[25]。
- Ai Zoom Nikkor ED 1200-1700mm F5.6-8P(IF)  (1994年1月22日発売[26]) - EDレンズを含む13群18枚。最短撮影距離10m。フィルターφ5mm P=0.75ねじ込み[25]。1990年に報道専用に販売開始。1994年に受注生産で一般販売開始。

## 非自動絞り・非完全連動のレンズ
ここに分類されるレンズはすべて非Ai。ミラーアップしてボディーに取り付けるタイプはミラーアップできないボディーには装着できない。
- Fisheye Nikkor 6mm F5.6  (1969年5月発売) - 6群9枚。フィルターはL1A、Y48、Y52、O57、R60、X0の6種内蔵。ミラーアップしてボディーに取り付け、ファインダーDF-1にて撮影する。手動絞り。松木敬二設計。
- Fisheye Nikkor 7.5mm F5.6  (1966年6月発売) - 6群9枚。アタッチメントはφ79mmP=0.75ねじ込み[13]、フィルターは6種内蔵。ミラーアップしてボディーに取り付け、ファインダーDF-1にて撮影する。手動絞り。Fisheye Nikkor 8mm F8の後継[15]。
- Fisheye Nikkor 8mm F8  (1962年7月発売) - 5群9枚。最短撮影距離0.3m。フィルターは6種内蔵。ミラーアップしてボディーに取り付け撮影する。手動絞り。
- OP Fisheye Nikkor 10mm F5.6  (1968年発売) - レンズ第一面が精研削非球面の6群9枚。アタッチメントはφ79mmP=0.75ねじ込み[13]、フィルターはL1A、Y48、Y52、O57、R60、X0の6種内蔵。ミラーアップしてボディーに取り付け、ファインダーDF-1にて撮影する。一般的な等距離射影方式よりディストーションが強い正射影方式魚眼レンズを世界で初めて実現するため、一眼レフカメラ用として[注釈 7]世界初となる精研削非球面レンズを採用した。手動絞り[15]。松木敬二設計[12]。OPは正射影方式 (Orthographic Projection ) の意。
- Nikkor-O 2.1cm F4  (1959年11月[27]または12月[12]発売) - 脇本善司  (1924〜1996年) がニコンSマウント用に設計した光学系をFマウント用に流用した[12]。ミラーアップしてボディーに取り付けアクセサリーシューに取り付ける専用ファインダーにて撮影する。ニコンF3以降のボディには、ボディ側に取り付け用の突起部がないので取り付けできない。対称型の4群8枚。最短撮影距離0.9m。アタッチメントはφ52mm P=0.75ねじ込み。手動絞り。
- Micro-Nikkor 5.5cm F3.5  (1961年8月発売) - ニコンFマウント最初のマイクロニッコール。ダブルヘリコイドによりレンズ単体で等倍までの撮影が可能。最短撮影距離0.214m。アタッチメントはφ52mm P=0.75ねじ込み。プリセット絞り。脇本善司設計。
- Nikkor-T 10.5cm F4  (1960年7月発売) - ニコンSマウント用に脇本善司が設計した光学系をFマウント用に流用した。3群3枚。アタッチメントはφ34.5mmP=0.5ねじ込み。プリセット絞り。「マウンテンニッコール」と俗称される。
- Nikkor-P 105mm F4  (1970年1月発売) - ヘリアー型3群5枚。アタッチメントはφ52mm P=0.75ねじ込み。12枚羽根多角形のプリセット絞り。ベローズ用。プリセット環は1/3段ごとにクリックストップあり。ニコン・Sマウント用のNikkor-Q 135mm F4の後継レンズとして、より高解像力であり、ベローズPB-3で等倍撮影できる焦点距離を選択し世に出されたもの。前期型と後期型があり、前期型はレンズを囲むようにレンズ名が刻印されているが、硝子越しの撮影時に刻印が写り込むのを防ぐため後期型は刻印が鏡筒周囲に施され、コーティングも若干変わった。
- Nikkor-Q 13.5cm F3.5  (1950年3月発売) - 3群4枚。最短撮影距離1.2m。アタッチメントはφ43mmP=0.5ねじ込み。ニコンSマウント仕様、ライカマウント仕様、エクサクタマウント仕様のレンズは、レンズ本体をヘリコイドから外して「フォーカシングアダプター」に取り付けるとニコンFマウントレンズとして使用できた[13]。
- Nikkor-Q 13.5cm F4  (1968年6月発売) - テッサー型3群4枚。アタッチメントはφ43mmP=0.5ねじ込み。完全円形18枚プリセット絞り。ベローズ用。元はニコンSマウント+ベローズI型用との共用でありN-FリングまたはBR-1リングを介して使用していた製品をニコンFマウント専用に変更した。純正ステップアップリングが装着されアタッチメントはφ52mm P=0.75ねじ込みに変更されているものもある。
- 300mm T2.2 -
- Nikkor-H 300mm F2.8  (1971年1月報道向け限定発売) - 札幌オリンピックに合わせて開発された。自社製EDガラスの開発が間に合わず、初期型はショットから輸入した特殊低分散ガラスを1枚目と3枚目に使用した5群6枚。18枚羽根による手動絞り。後期型はマルチコーティングされ、EDガラスに切り替えられた。清水義之設計。
- Zoom Nikkor ED 180-600mm F8 [注釈 8]  (1976年2月発売) - EDレンズ2枚を含む11群18枚。最短撮影距離2.5m。アタッチメントはφ95mmP=1ねじ込み。ニューニッコール時代に発売され、後にAi-S化された[15]。
- Zoom Nikkor ED 360-1200mm F11  (1976年2月発売) - EDレンズ2枚を含む12群20枚。最短撮影距離6m。アタッチメントはφ12mm P=1ねじ込み[注釈 9]。ニューニッコール時代に発売され、後にAi-S化された。中村荘一設計。
- AMUSING LENSES ニコンおもしろレンズ工房  (1995年12月発売) - 交換レンズの面白さを広く知って貰うために企画されたレンズセット。20mmF8の対角魚眼レンズ「ぎょぎょっと20」、接写レンズ120mmF4.5マクロ・軟焦点レンズ90mmF4.8ソフト組替の「ぐぐっとマクロ・ふわっとソフト」、400mmF8「どどっと400」の3本セット。作りは簡素で絞りがない。「ぎょぎょっと20」は2群3枚、1.6mにピント固定され1mからのパンフォーカス、アタッチメントなし。「ぐぐっとマクロ」は2群3枚、最短撮影距離約0.64m、アタッチメントはφ52mm P=0.75ねじ込み。「ふわっとソフト」は1群2枚、最短撮影距離約0.4m、アタッチメントはφ52mm P=0.75ねじ込み。「どどっと400」は2群4枚、最短撮影距離約4.5m、アタッチメントはφ52mm P=0.75ねじ込み。
- Fun・Fun・LensSet Nikon おもしろレンズ工房 (2000年9月1日発売) - AMUSING LENSES ニコンおもしろレンズ工房を一部改良して再発売したもの。2003年6月製造中止された。

### ニコンSマウントレフボックス+ベローズI型用レンズ
FマウントにはN-FリングまたはBR-1リングを介して使用する。

### フォーカシングユニット/フォーカシングユニットAU-1用レンズ
レンズ自体にはピント調整機構はなく、共通の「フォーカシングユニット」または「フォーカシングユニットAU-1」を使用する。フォーカシングユニットAU-1には偏光フィルターを除くφ5mm P=0.75ねじ込みフィルター使用可能。フォーカシングユニットを取り替えることでゼンザブロニカにも使用できた。
- Nikkor-Q Auto 400mm F4.5  (1964年5月発売) - 4群4枚。最短撮影距離5m。アタッチメントはφ12mm P=1ねじ込み[13]。フォーカシングユニットの自動絞りを使用する。
- Nikkor-P Auto 600mm F5.6  (1964年5月発売) - 4群5枚。最短撮影距離11m。アタッチメントはφ12mm P=1ねじ込み[13]。フォーカシングユニットの自動絞りを使用する。
- Nikkor-P Auto 800mm F8  (1964年5月発売) - 5群5枚。最短撮影距離19m。アタッチメントはφ12mm P=1ねじ込み[13]。フォーカシングユニットの自動絞り、またはレンズ本体の手動絞りも使用可能。
- Nikkor-P 1200mm F11  (1964年5月発売) - 5群5枚。最短撮影距離43m。アタッチメントはφ12mm P=1ねじ込み[13]。手動絞り。

以下はマルチコートが施されている。
- Nikkor-Q C Auto 400mm F4.5  (1976年5月発売) - 4群4枚。最短撮影距離5m。アタッチメントはφ12mm P=1ねじ込み。フォーカシングユニットの自動絞りを使用する[15]。
- Nikkor-P C Auto 600mm F5.6  (1974年1月発売) - 4群5枚。最短撮影距離11m。アタッチメントはφ12mm P=1ねじ込み。フォーカシングユニットの自動絞りを使用する[15]。
- Nikkor-P C Auto 800mm F8  (1974年8月発売) - 5群5枚。最短撮影距離19m。アタッチメントはφ12mm P=1ねじ込み。フォーカシングユニットの自動絞り、またはレンズ本体の手動絞りも使用可能[15]。
- Nikkor-P C 1200mm F11  (1974年9月発売) - 5群5枚。最短撮影距離43m。アタッチメントはφ12mm P=1ねじ込み。手動絞り[15]。

以下はEDレンズを使用している。
- Nikkor ED 600mm F5.6  (1975年7月発売) - EDレンズを含む4群5枚。最短撮影距離11m。アタッチメントはφ12mm P=1ねじ込み。フォーカシングユニットの自動絞りを使用する[15]。
- Nikkor ED 800mm F8  (1975年7月発売) - EDレンズを含む4群5枚。最短撮影距離20m。アタッチメントはφ12mm P=1ねじ込み。フォーカシングユニットの自動絞り、またはレンズ本体の手動絞りも使用可能[15]。
- Nikkor ED 1200mm F11  (1975年7月発売) - EDレンズを含む4群5枚。最短撮影距離50m。アタッチメントはφ12mm P=1ねじ込み。手動絞り[15]。

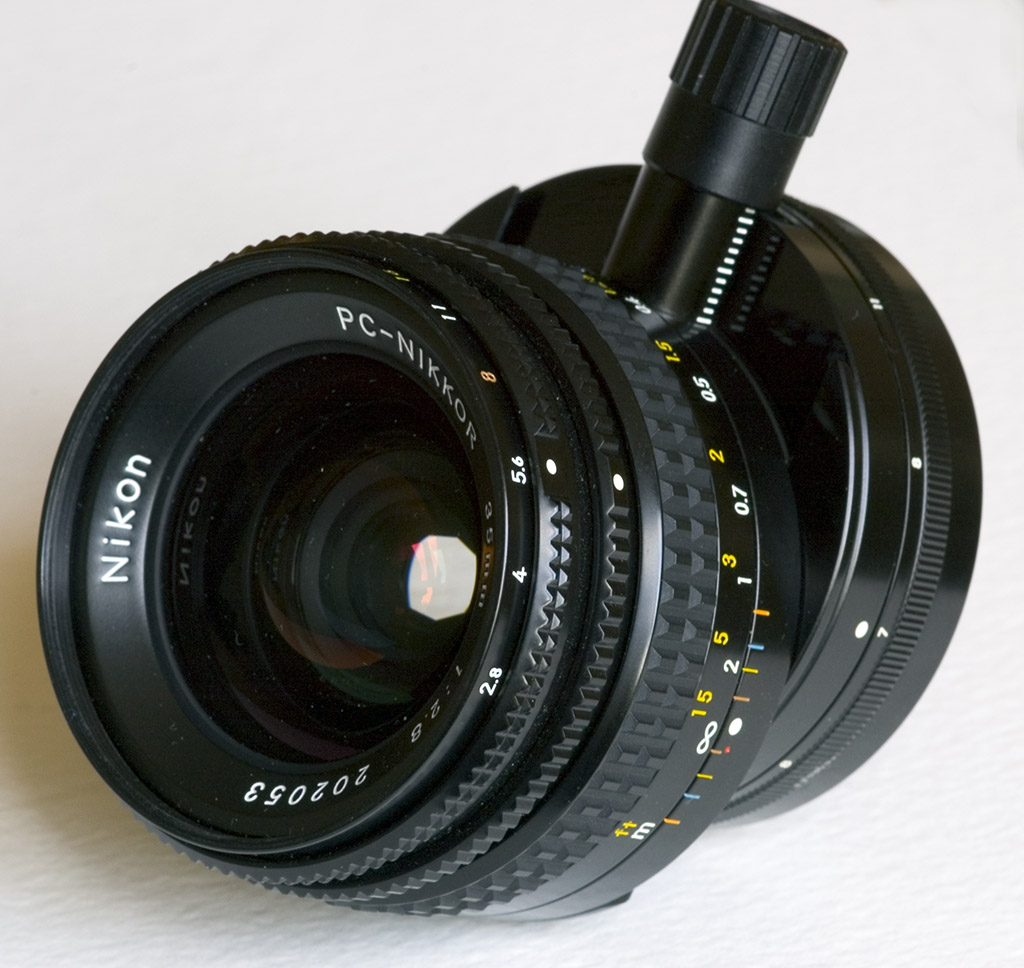
PC Nikkor 35mm F2.8(New)

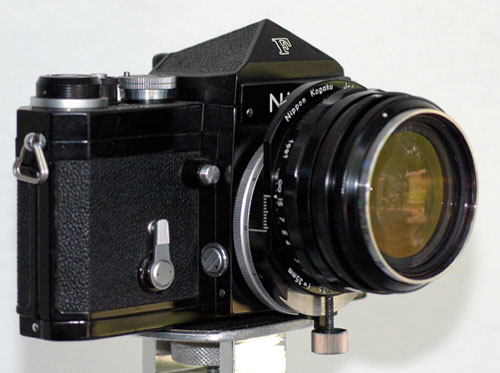
ニコンFに装着された PC Nikkor 35mm F3.5

### PCニッコール (PC Nikkor)
シフト・アオリができるレンズ。
- PC Nikkor 28mm F3.5 (1981年2月発売) - PC Nikkor 28mm F4の後継。8群9枚。最短撮影距離0.3m。アタッチメントはφ72mm P=0.75ねじ込み。プリセット絞り。最大シフト量11mm、シフトのみ可能。ニコンEMには使用不可[21]。
- PC Nikkor 28mm F4 (1975年7月発売) - 8群10枚[注釈 10]。最短撮影距離0.3m。アタッチメントはφ72mm P=0.75ねじ込み。プリセット絞り。最大シフト量11mm、シフトのみ可能[15]。森征雄設計。
- PC Nikkor 35mm F2.8(New) (1980年11月発売) - 7群7枚。最短撮影距離0.3m。アタッチメントはφ52mm P=0.75ねじ込み。プリセット絞り。最大シフト量11mm、シフトのみ可能。ニコンEMには使用不可[21]。
- PC Nikkor 35mm F2.8 (1968年5月発売) - 実焦点距離36.2mm[14]。7群8枚。最短撮影距離0.3m。アタッチメントはφ52mm P=0.75ねじ込み。プリセット絞り。最大シフト量11mm、シフトのみ可能。1976年4月には一般レンズが「ニューニッコール」シリーズになったのに伴い外装を改めた。
- PC Nikkor 35mm F3.5 (1962年7月発売) - 6群6枚。最短撮影距離0.3m。アタッチメントはφ52mm P=0.75ねじ込み。プリセット絞り。最大シフト量11mm。試作品にはティルトを備えたものもあるがライカ判広角レンズなら不要と判断され、製品ではシフトのみ可能となっている。
- PC Micro-Nikkor 85mm F2.8D (1999年9月29日発売[28]) - 5群6枚。最短撮影距離0.39m。アタッチメントはφ77mmP=0.75ねじ込み。プリセット絞り。最大シフト量12.4mm、最大ティルト量8.3°。距離エンコーダーを持つ。ニコンEM、プロネアSには使用不可。

#### PC-Eニッコール (PC-E Nikkor)
電磁絞り機構を持つ。プリセット絞りであるが、近年のデジタル一眼レフボディの一部との組み合わせでは自動絞り動作をする。距離エンコーダーがあるため、Dタイプの表記となっている。絞り機構に電源を供給できないボディー等では使用不可。
- PC-E Nikkor 24mm F3.5D ED (2008年2月22日発売) - EDレンズ3枚、非球面レンズ3枚、ナノクリスタルコート1面を含む10群13枚。最短撮影距離0.21m。アタッチメントはφ77mmP=0.75ねじ込み。最大シフト量11.5mm、最大ティルト量8.5°。
- PC-E Micro-Nikkor 45mm F2.8D ED (2008年7月18日発売) - 8群9枚。最短撮影距離0.253m。アタッチメントはφ77mmP=0.75ねじ込み。
- PC-E Micro-Nikkor 85mm F2.8D (2008年7月18日発売) - 5群6枚。最短撮影距離0.39m。アタッチメントはφ77mmP=0.75ねじ込み。レンズ重量約635gと、旧型より約140g軽量化している。

#### PC ニッコール E (PC Nikkor E)
電磁絞りによる自動絞りとなり、ボディとの機械的連動部分がなくなった。一部の古い機種には非対応と発表されている。絞り機構に電源を供給できないボディー等では使用不可。
- PC Nikkor 19mm F/4E ED (2016年10月28日発売) - EDレンズ3枚、非球面レンズ2枚、ナノクリスタルコート1面を含む13群17枚。最短撮影距離0.25m。アタッチメントは装着不可。最大シフト量12mm、最大ティルト量7.5°。

### メディカルニッコール (Medical Nikkor)

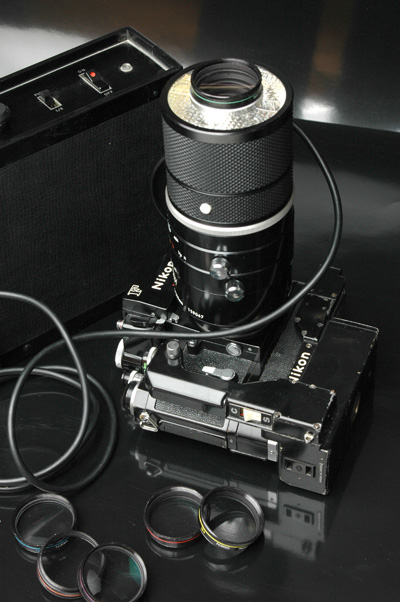
ニコンFに装着した Medical Nikkor 200mm F5.6新型

リング型スピードライトを組み込んだ医療用特殊レンズ。自動絞り。医療に限らず接写用に広く使われた。外部電源。
- Medical Nikkor 120mm F4(IF)  (1981年12月発売) - 6群9枚。最短撮影距離0.35 (専用2倍クローズアップレンズ装着時0.26) m。アタッチメントはφ49mmP=0.75ねじ込み[21]。電源はACユニットLA-2またはDCユニットLD-2を使用する。レンズ本体のみの場合1/11倍から1倍、専用2倍アタッチメント装着時0.8倍から2倍の範囲で連続して倍率変更可能。
- Medical Nikkor 200mm F5.6 (新型、1972年10月発売) - 4群4枚。アタッチメントはφ38mmP=0.75ねじ込み。距離環を持たず、専用付属クローズアップレンズ6種で1/15-3倍に倍率を11通りに切り替える。旧型と違いクローズアップレンズにはカラフルな帯が入り倍率選択が楽になった。クローズアップレンズなし=1/15倍 (ワーキングディスタンス3350mm) 、赤帯1/8倍 (ワーキングディスタンス1780mm) 、橙帯=1/6倍 (同1336mm) 、黄帯=1/4倍 (同890mm) 、緑帯=1/2倍 (同446cm) 、青帯=1倍 (同221mm) 、紫帯=2倍 (同108mm) 、黄帯+橙帯=1/3倍 (同635mm) 、緑帯+黄帯=2/3倍 (同326mm) 、青帯+緑帯=1.5倍 (同154mm) 、紫帯+青帯=3倍 (同72mm) 。ピントリングはなく、カメラを前後させることでピントを合わせる。1から38の数字または撮影倍率を画面右下に小さく写し込めるが、撮影倍率はアタッチメント装着と自動で連動するわけではなく、自分で選択しなければならない。倍率環と絞り環が連動しており、距離が変わっても光量調整は不要。光量はフル発光と1/4発光が選択できる。電源はリングライトSR-2、マクロリングライトSM-2と共通の3ピンACユニットLA-1またはDCユニットLD-1を使用する[15]。
- Medical Nikkor 200mm F5.6 (旧型、1962年12月発売) - 4群4枚。アタッチメントはφ38mmP=0.75ねじ込み。距離環を持たず、専用付属クローズアップレンズ6種で1/15-3倍に倍率を11通りに切り替える。クローズアップレンズに新型のような色分けはない。ピントリングはなく、カメラを前後させることでピントを合わせる。1から38の数字または撮影倍率を画面右下に小さく写し込めるが、撮影倍率はアタッチメント装着と自動で連動するわけではなく、自分で選択しなければならない。倍率環と絞り環が連動しており、距離が変わっても光量調整は不要。光量はフル発光と、特殊なシンクロコードを介すれば1/4発光が選択できる。電源は4ピンの旧型ACユニットまたはDCユニットを使用する。

### レフレックスニッコール (Reflex Nikkor)
反射望遠レンズ。固定絞りのため光量を減らしたい際はNDフィルターを使う。
- Reflex Nikkor 500mm F5  (1961年9月発売) - 反射鏡を含む4群5枚。最短撮影距離15m。アタッチメントはφ12mm P=1ねじ込み[13]、フィルターはφ39mmP=1ねじ込み。ニコンFの時代に手持ち用に設計された。
- Reflex Nikkor 500mm F8(New)  (1984年4月発売) - 反射鏡を含む6群6枚。最短撮影距離1.5m。アタッチメントはφ82mm P=0.75ねじ込み、フィルターはφ39mmP=1ねじ込み[21]。綱嶋輝義設計。
- Reflex Nikkor 500mm F8  (1969年3月発売) - 反射鏡を含む3群5枚。最短撮影距離4m。アタッチメントはφ88mmP=0.75ねじ込み、フィルターはφ39mmP=1ねじ込み[15]。
- Reflex Nikkor 1000mm F6.3  (1964年9月発売) - 反射鏡を含む2群3枚。最短撮影距離30m。フィルター4種内蔵[13]。元はニコンSマウント+ベローズI型用との共用でありN-FリングまたはBR-1リングを介して使用していた製品をニコンFマウント専用に変更した。
- Reflex Nikkor 1000mm F11(New) (1976年8月発売) - 反射鏡を含む5群5枚。最短撮影距離8m。アタッチメントはφ108mmP=0.75ねじ込み、フィルターはφ39mmP=1ねじ込み[21]。
- Reflex Nikkor 1000mm F11  (1966年4月発売) - 反射鏡を含む4群6枚。最短撮影距離8m。アタッチメントはφ108mmP=0.75ねじ込み、フィルターはφ34.5mmP=0.5ねじ込みをL39、Y48、O56、R60の4枚[30]または5枚[13]ターレット式に内蔵[30][13]。
- Reflex Nikkor 2000mm F11 (1972年6月発売) - 2枚の反射鏡を含む5群5枚[14]。最短撮影距離18m。フィルターはL37、Y48、O56、R60の4種内蔵[14]。全長59.8cm、最大径26.2cm、重量17.5kgという超大型・超重量レンズであり、専用架台AY-1が用意された[14]。AY-1に取り付けた場合仰角60°、俯角35°、水平回転360°が可能[14]。1976年2月にマルチコート化された。

## オートフォーカスレンズ

### ニコンF2時代AFニッコール
- AF Nikkor 80mm F4.5 (1971年4月発表) - 試作のみ。シカゴフォトエキスポで発表された。9群15枚。最短撮影距離1m。電源は単2電池×6本。CdSセンサーを前後に微小移動させ、発生電圧の変化によりコントラストを検出する方式。1972年のフォトキナの際にも自動絞り制御装置が組み込まれて展示されたが、センサーの反応速度、測距精度、寸法重量など実用レベルとは言えず市販には至らなかった。

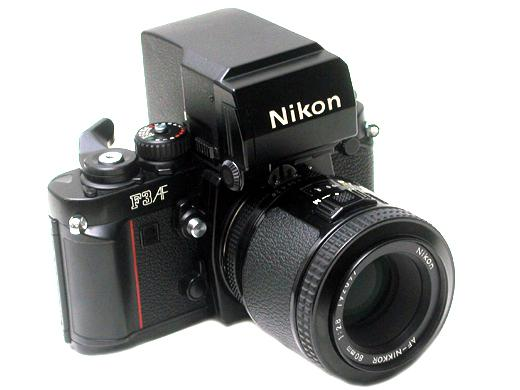
ニコンF3AFに装着した Ai AF Nikkor 80mm F2.8S

### ニコンF3AF用AFニッコール
Ai対応。自動絞り。レンズ内モーター。ニコンF3AF、ニコンF-501、ニコンF4、ニコンF4S、ニコンF4Eに装着するとオートフォーカスが使用できる。
- Ai AF Nikkor 80mm F2.8S (1983年4月発売) - 4群6枚。最短撮影距離1m。アタッチメントはφ52mm P=0.75ねじ込み[18]。藤江大二郎設計。マニュアルフォーカスのカメラボディーと組み合わせても一般のAi-Sレンズとして使用できるが、上記以外のオートフォーカスカメラボディーには使用できない。
- Ai AF Nikkor ED 200mm F3.5S(IF)   (1983年4月発売) - EDレンズを含む6群8枚 (+保護ガラス1枚) 。最短撮影距離2m。アタッチメントはφ62mm P=0.75ねじ込み[18]。マニュアルフォーカスカメラボディーと組み合わせても一般のAi-Sレンズとして使用できるが、上記以外のオートフォーカスカメラボディーには使用できない。
- AF テレコンバーター TC-16S  (1984年4月発売) - 5群5枚。ニコンF3AFでは開放F値がF2以上の明るさのマスターレンズと組み合わせ、テレコンバーターのレンズ光学系をコンバーター内蔵のモーターでフォーカス制御することでオートフォーカスが可能になっている。主レンズとの合成焦点距離は主レンズ焦点距離の1.6倍となる。開放F値も主レンズの1.6倍となる。たとえばF1.2ならF2、F1.4ならF2.2、F1.8ならF2.8、F2ならF3.2である。レンズ鏡胴には「AF TELECONVERTER TC-16 1.6X」とあり、"TC-16S"の"S"の文字がないので注意が必要である。ニコンF3AF、ニコンF4、ニコンF4E以外のカメラボディーには使用できない[注釈 11]。

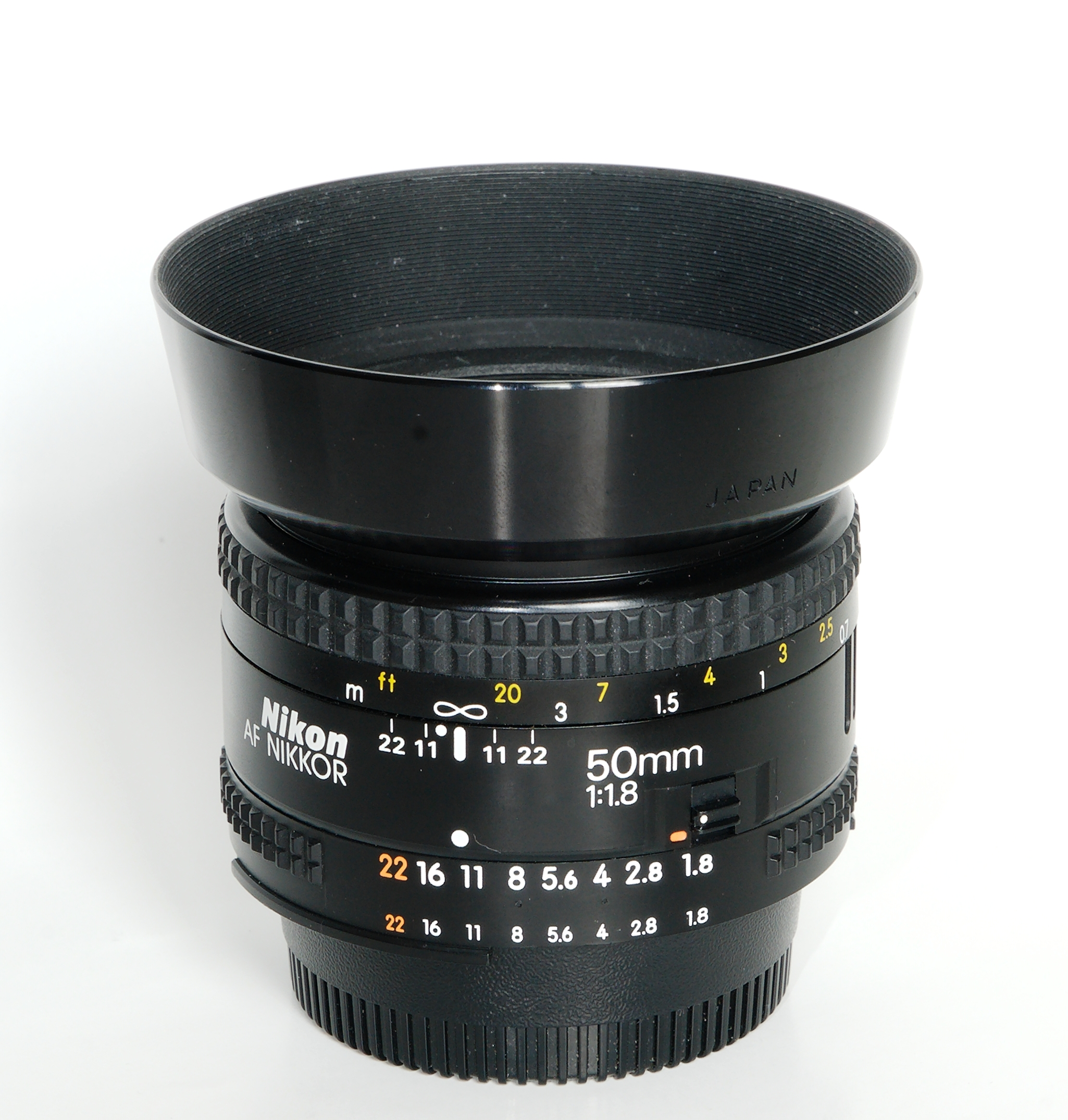
Ai AF Nikkor 50mm F1.8S(New)

### Ai AF~S ニッコール (Ai AF~S Nikkor)
Ai対応。自動絞り。CPU内蔵。オートフォーカスレンズ。レンズ内部にオートフォーカス駆動用のモーターを持たない。そのためオートフォーカス (AF) を機能させるためには、ボディー側にAFモーターとその動力を伝えるマウント部のカプラーが必要である。ニコンF-501発売と同時の1986年4月1日以降順次発売。爪がなく旧連動方式のカメラでは絞り込み測光となるが、有料で爪装着改造すると旧連動方式も可能。CPU内蔵レンズはニコンF3AFのメインスイッチがオフになっていても電流が流れ続けてAFファインダーDX-1の電池を消耗させるためすべてニコンF3AFには使用不可。TC-16ASも同様。1988年7月から幅が狭くプラスチック製であったピントリングをマニュアルフォーカス時の操作感向上のため幅を広げかつゴム巻きとし、また大口径超望遠レンズには保護ガラスが組み込まれた(New) シリーズに切り替えられ、その後に出たスペックのレンズは当初より(New) 仕様で発売された。
- Ai AF Nikkor 20mm F2.8S (1989年7月1日発売[32]) - 9群12枚。最短撮影距離0.25m。アタッチメントはφ62mm P=0.75ねじ込み。
- Ai AF Nikkor 24mm F2.8S(New) (1991年6月15日発売[33]) - 9群9枚。近距離補正方式で最短撮影距離0.3m。アタッチメントはφ52mm P=0.75ねじ込み。
- Ai AF Nikkor 24mm F2.8S (1986年9月10日発売[34]) - 9群9枚。近距離補正方式で最短撮影距離0.3m。アタッチメントはφ52mm P=0.75ねじ込み。
- Ai AF Nikkor 28mm F2.8S(New) (1991年6月15日発売[33]) - 5群5枚。最短撮影距離0.3m。アタッチメントはφ52mm P=0.75ねじ込み。
- Ai AF Nikkor 28mm F2.8S (1986年7月10日発売[23]) - 5群5枚。最短撮影距離0.3m。アタッチメントはφ52mm P=0.75ねじ込み。
- Ai AF Nikkor 35mm F2S (1989年4月8日発売[35]) - 5群6枚。最短撮影距離0.25m。アタッチメントはφ52mm P=0.75ねじ込み。
- Ai AF Nikkor 50mm F1.4S(New) (1991年6月15日発売[33]) - 6群7枚。最短撮影距離0.45m。アタッチメントはφ52mm P=0.75ねじ込み。
- Ai AF Nikkor 50mm F1.4S (1986年7月10日発売[23]) - 6群7枚。最短撮影距離0.45m。アタッチメントはφ52mm P=0.75ねじ込み。
- Ai AF Nikkor 50mm F1.8S(New) (1990年3月1日発売[36]) - 5群6枚。最短撮影距離0.45m。アタッチメントはφ52mm P=0.75ねじ込み[37]。
- Ai AF Nikkor 50mm F1.8S (1986年4月1日発売[31]) - 5群6枚。最短撮影距離0.45m。アタッチメントはφ52mm P=0.75ねじ込み。
- Ai AF Micro-Nikkor 55mm F2.8S (1986年10月1日発売[34]) - 5群6枚。近距離補正方式で最短撮影距離0.229m。アタッチメントはφ62mm P=0.75ねじ込み。
- Ai AF Micro-Nikkor 60mm F2.8S (1989年10月28日発売[32]) - Ai AFマイクロ Nikkor 55mm F2.8Sを(New) 仕様対応させると同時に光学設計が変更され焦点距離が変わった。
- Ai AF Nikkor 85mm F1.8S (1988年2月発売) - 6群6枚。最短撮影距離0.85m。アタッチメントはφ62mm P=0.75ねじ込み。
- Ai AF Micro-Nikkor 105mm F2.8S (1989年7月発売)
- Ai AF DC Nikkor 135mm F2S (1991年4月発売[38]) - 6群7枚。最短撮影距離1.1m。アタッチメントはφ72mm P=0.75ねじ込み。DCリングをF側に回すと非点収差や色収差に影響を与えることなく球面収差が僅かに補正過剰になり「前ボケの美しさ優先」、R側に回すと同じく僅かに補正不足となり「後ボケの美しさ優先」が可能になる[39]。DC絞りの目盛りは使用するF値以内に設定するのが原則だが、絞り値より大きい数値を選ぶことで軟焦点レンズにもなる[39]。
- Ai AF Nikkor ED 180mm F2.8S(IF)(New) (1988年11月発売) - EDレンズを含む6群8枚。最短撮影距離1.5m。アタッチメントはφ72mm P=0.75ねじ込み。
- Ai AF Nikkor ED 180mm F2.8S(IF)  (1986年9月10日発売[34]) - EDレンズを含む6群8枚。最短撮影距離1.5m。アタッチメントはφ72mm P=0.75ねじ込み。
- Ai AF Nikkor ED 300mm F2.8S(IF)(New) (1988年7月発売) - EDレンズを含む6群8枚(+保護ガラス1枚) 。最短撮影距離3m。アタッチメントはφ39mmP=1ねじ込み。
- Ai AF Nikkor ED 300mm F2.8S(IF)  (1986年10月1日発売[34]) - EDレンズを含む6群8枚(+保護ガラス1枚) 。最短撮影距離3m。アタッチメントはφ39mmP=1ねじ込み。
- Ai AF Nikkor ED 300mm F4S(IF)  (1987年6月発売[40]) - EDレンズを含む6群8枚。最短撮影距離2.5m。アタッチメントはφ82mm P=0.75ねじ込み及びφ39mmP=1ねじ込み[37]。
- Ai AF Nikkor ED 600mm F4S(IF)  - カタログや標準小売価格表には「発売時期未定・価格未定」として掲載された[31][23][34][19][40]が発売されなかった。
- Ai AF Zoom Nikkor 24-50mm F3.3-4.5S (1987年12月発売) - 9群9枚。最短撮影距離0.6m。アタッチメントはφ62mm P=0.75ねじ込み。
- Ai AF Zoom Nikkor 28-70mm F3.5-4.5S (1991年6月1日発売[33]) - アタッチメントはφ52mm P=0.75ねじ込み[33]。
- Ai AF Zoom Nikkor 28-85mm F3.5-4.5S(New) (1990年9月29日発売[41]) - 11群15枚。最短撮影距離0.8(マクロ機構使用時0.23) m。アタッチメントはφ62mm P=0.75ねじ込み[37]。
- Ai AF Zoom Nikkor 28-85mm F3.5-4.5S (1986年7月25日発売[23]) - 11群15枚。最短撮影距離0.8(マクロ機構使用時0.23) m。アタッチメントはφ62mm P=0.75ねじ込み。
- Ai AF Zoom Nikkor 35-70mm F2.8S (1987年12月発売) - 12群15枚。最短撮影距離0.6m。アタッチメントはφ62mm P=0.75ねじ込み。稲留清隆設計[12]。
- Ai AF Zoom Nikkor 35-70mm F3.3-4.5S(New) (1989年10月28日発売[32]) - アタッチメントはφ52mmねじ込み[32]。
- Ai AF Zoom Nikkor 35-70mm F3.3-4.5S (1986年4月1日発売[31]) - 7群8枚。最短撮影距離0.5(マクロ機構使用時0.35) m。アタッチメントはφ52mm P=0.75ねじ込み。
- Ai AF Zoom Nikkor 35-105mm F3.5-4.5S(New) (1991年9月28日発売[42]) - 12群16枚。最短撮影距離1.4(マクロ機構使用時0.28) m。アタッチメントはφ52mm P=0.75ねじ込み。マクロ機構使用時の最短撮影距離が短縮された。
- Ai AF Zoom Nikkor 35-105mm F3.5-4.5S (1986年7月10日発売[23]) - 12群16枚。最短撮影距離1.4(マクロ機構使用時0.38) m。アタッチメントはφ52mm P=0.75ねじ込み。
- Ai AF Zoom Nikkor 35-135mm F3.5-4.5S(New) (1988年11月発売) - 12群15枚。最短撮影距離1.5(マクロ機構使用時0.3) m。アタッチメントはφ62mm P=0.75ねじ込み[37]。
- Ai AF Zoom Nikkor 35-135mm F3.5-4.5S (1986年10月1日発売[34]) - 12群15枚。最短撮影距離1.5(マクロ機構使用時0.4) m。アタッチメントはφ62mm P=0.75ねじ込み。
- Ai AF Zoom Nikkor 70-210mm F4S (1986年4月1日発売[31]) - 9群13枚。最短撮影距離1.5(マクロ機構使用時1.1) m。アタッチメントはφ62mm P=0.75ねじ込み。
- Ai AF Zoom Nikkor 70-210mm F4-5.6S (1987年12月発売) - 9群12枚。最短撮影距離1.5(マクロ機構使用時1.2) m。アタッチメントはφ62mm P=0.75ねじ込み。
- Ai AF Zoom Nikkor 75-300mm F4.5-5.6S (1989年9月9日発売[32]) - 11群13枚。最短撮影距離3(マクロ機構使用時1.5) m。アタッチメントはφ62mm P=0.75ねじ込み[37]。
- Ai AF Zoom Nikkor ED 80-200mm F2.8S (1988年2月発売) - EDレンズを含む11群16枚。最短撮影距離1.8(マクロ機構使用時1.5) m。アタッチメントはφ77mmP=0.75ねじ込み。直進式ズーム。濱西芳徳設計。
- Ai AF テレコンバーターTC-16AS (1986年4月1日発売[31]) - 5群5枚。テレコンバーターのレンズ光学系をカメラボディ側のモーターでフォーカス制御することでオートフォーカスが可能になっている。ニコンF3AFとマニュアルフォーカスのカメラボディーで1.6×のテレコンバーターとしての使用はできない。レンズ鏡胴には「AF TELECONVERTER TC-16A 1.6X」とあり、"TC-16AS"の"S"の文字がないので注意が必要である。

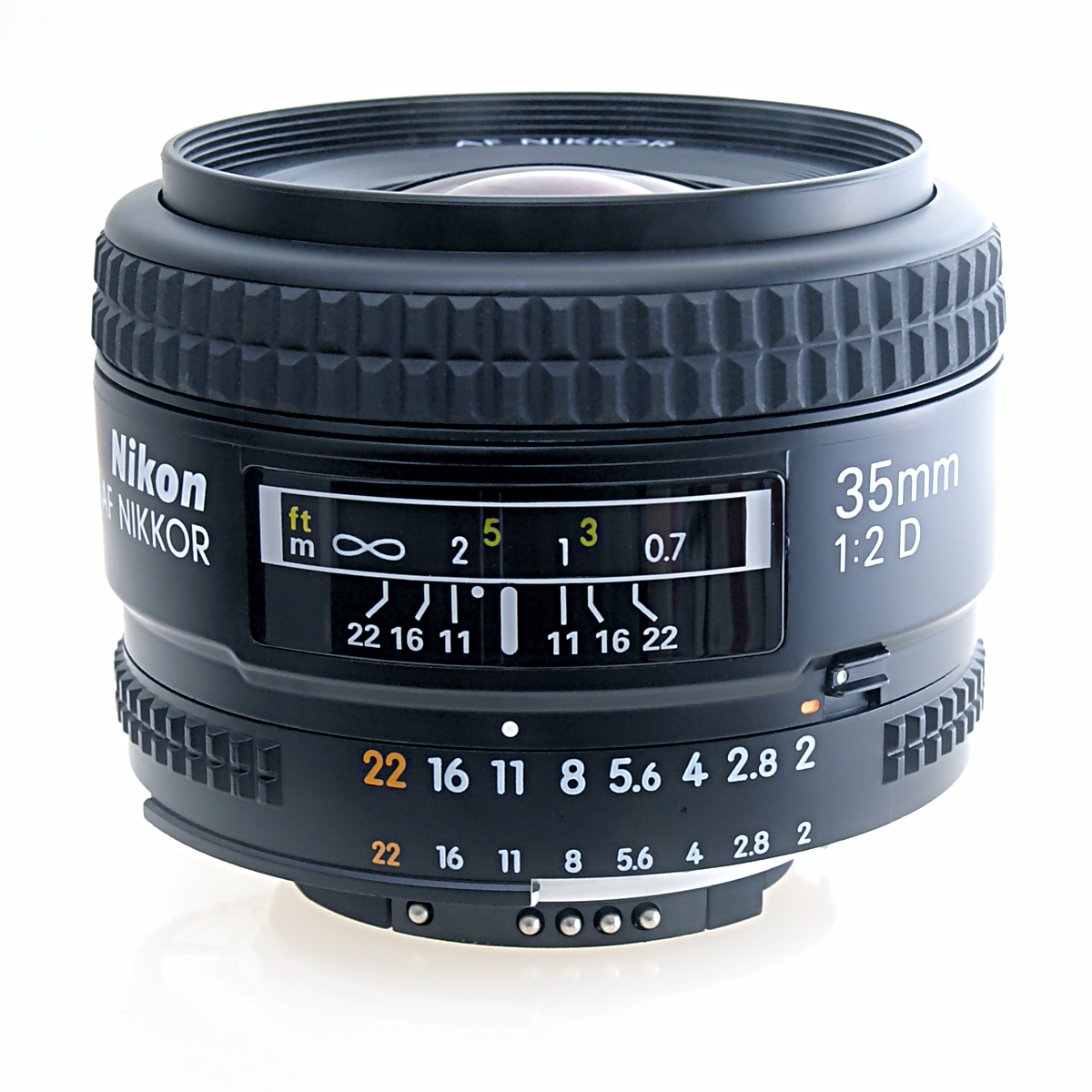
Ai AF Nikkor 35mm F2D

### Dタイプ Ai AF ニッコール (Ai AF Nikkor D-Type)
Ai対応。自動絞り。CPU内蔵。ピントリングに距離エンコーダーを持つオートフォーカスレンズ。爪がなく旧連動方式のカメラでは絞り込み測光となるが、有料で爪装着改造すると旧連動方式も可能。1992年9月以降順次発売。

#### Ai AF Nikkor D
レンズ内部にオートフォーカス駆動用のモーターを持たない。そのためオートフォーカス (AF) を機能させるためには、ボディー側にAFモーターとその動力を伝えるマウント部のカプラーが必要である。
- Ai AF Fisheye Nikkor 16mm F2.8D (1993年11月3日発売[43]) - 対角線魚眼。5群8枚。近距離補正方式で最短撮影距離0.25m。フィルターは後部交換式[37]。世界で初めて魚眼レンズに近距離補正を採用した[12]。佐藤治夫設計[12]。
- Ai AF Nikkor ED 14mm F2.8D(2000年7月15日発売[44]) - 1枚のEDレンズ、2枚の複合型非球面レンズを含む12群14枚。最短撮影距離0.2m。フィルターはゼラチン使用[44]。
- Ai AF Nikkor 18mm F2.8D (1994年4月23日発売[26]) - 10群13枚。最短撮影距離0.25m。アタッチメントはφ77mmP=0.75ねじ込み[37]。
- Ai AF Nikkor 20mm F2.8D (1994年3月26日発売[26]) - 9群12枚。最短撮影距離0.25m。アタッチメントはφ62mm P=0.75ねじ込み[37]。
- Ai AF Nikkor 24mm F2.8D - 9群9枚。最短撮影距離0.3m。アタッチメントはφ52mm P=0.75ねじ込み[37]。
- Ai AF Nikkor 28mm F1.4D (1994年発売) - 非球面レンズを1枚含む8群11枚。最短撮影距離0.35m。アタッチメントはφ72mm P=0.75ねじ込み[37]。
- Ai AF Nikkor 28mm F2.8D (1994年10月1日発売[45]) - 6群6枚。最短撮影距離0.25m。アタッチメントはφ52mm P=0.75ねじ込み[37]。
- Ai AF Nikkor 35mm F2D (1995年3月9日発売[46]) - 5群6枚。最短撮影距離0.25m。アタッチメントはφ52mm P=0.75ねじ込み[37]。
- Ai AF Nikkor 50mm F1.4D (1995年4月15日発売[46]) - 6群7枚。最短撮影距離0.45m。アタッチメントはφ52mm P=0.75ねじ込み[37]。
- Ai AF Nikkor 50mm F1.8D - 5群6枚。最短撮影距離0.45m。アタッチメントはφ52mm P=0.75ねじ込み。
- Ai AF Micro-Nikkor 60mm F2.8D - 7群8枚。最短撮影距離0.219m。アタッチメントはφ62mm P=0.75ねじ込み[37]。
- Ai AF Nikkor 85mm F1.4D(IF)  (1995年12月2日発売[47]) - 8群9枚。最短撮影距離0.85m。アタッチメントはφ77mmP=0.75ねじ込み[37]。大下孝一設計。
- Ai AF Nikkor 85mm F1.8D (1994年3月26日発売[26]) - 6群6枚。最短撮影距離0.85m。アタッチメントはφ62mm P=0.75ねじ込み[37]。
- Ai AF DC Nikkor 105mm F2D (1993年9月25日発売[43]) - 6群6枚(+保護ガラス1枚) 。最短撮影距離0.9m。アタッチメントはφ72mm P=0.75ねじ込み[37]。AF DC Nikkor 135mm F2Sと同様、DCリングによる前ボケ後ボケのコントロールや軟焦点状態にすることが出来る。
- Ai AF Micro-Nikkor 105mm F2.8D - 8群9枚。最短撮影距離0.314m。アタッチメントはφ52mm P=0.75ねじ込み[37]。
- Ai AF DC Nikkor 135mm F2D (1995年12月2日発売[47]) - 6群7枚(+保護ガラス1枚) 。最短撮影距離1.1m。アタッチメントはφ72mm P=0.75ねじ込み[37]。DCリングによる前ボケ後ボケ等コントロール可能な同スペックのSタイプレンズをDタイプに変更したもの。
- Ai AF Nikkor ED 180mm F2.8D(IF)  (1994年12月1日発売[45]) - EDレンズを含む6群8枚。最短撮影距離1.5m。アタッチメントはφ72mm P=0.75ねじ込み[37]。
- Ai AF Micro-Nikkor ED 200mm F4D(IF)  - EDレンズを含む8群13枚。最短撮影距離0.5m。アタッチメントはφ6mm P=0.75ねじ込み[37]。
- Ai AF Nikkor ED 300mm F4D - 6群8枚。最短撮影距離2.5m。アタッチメントはφ82mm P=0.75ねじ込み、フィルターはφ39mmP=1ねじ込み。
- Ai AF Zoom Nikkor ED 18-35mm F3.5-4.5D(IF) (2000年9月8日発売[44]) - EDレンズを含む8群11枚。最短撮影距離0.33m。アタッチメントはφ77mmP=0.75ねじ込み[44]。
- Ai AF Zoom Nikkor 20-35mm F2.8D(IF)  (1993年11月3日発売[43]) - 第一面に精研削非球面レンズを含む11群14枚。最短撮影距離0.5m。アタッチメントはφ77mmP=0.75ねじ込み[37]。
- Ai AF Zoom Nikkor 24-50mm F3.3-4.5D (1995年12月2日発売[47]) - 9群9枚。最短撮影距離0.6(0.5) m。アタッチメントはφ6mm P=0.75ねじ込み[37]。
- Ai AF Zoom Nikkor 24-85mm F2.8-4D(IF) (2000年10月26日発売[44]) - ガラスモールド非球面レンズ1枚と複合型非球面レンズ1枚を含む11群15枚。最短撮影距離0.5(85mmマクロ機構使用時0.21) m。アタッチメントはφ72mm P=0.75ねじ込み[44]。
- Ai AF Zoom Nikkor 24-120mm F3.5-5.6D(IF)  (1996年10月10日発売[48]) - 11群15枚。最短撮影距離0.5m。アタッチメントはφ72mm P=0.75ねじ込み[37]。
- Ai AF Zoom Nikkor 28-70mm F2.8D(IF)  - 11群15枚。最短撮影距離0.7(マクロ機構使用時0.5) m。アタッチメントはφ77mmP=0.75ねじ込み。
- Ai AF Zoom Nikkor 28-70mm F3.5-4.5D (1992年9月12日発売[49]) - 複合型非球面レンズを含む7群8枚。最短撮影距離0.5(マクロ機構使用時0.39) m。アタッチメントはφ52mm P=0.75ねじ込み[37]。
- Ai AF Zoom Nikkor 28-80mm F3.5-5.6D(New)  (1999年9月23日発売[28]) - 8群8枚。最短撮影距離0.4m。アタッチメントはφ58mmP=0.75ねじ込み。
- Ai AF Zoom Nikkor 28-80mm F3.5-5.6D (1995年7月1日発売[46]) - 7群7枚。最短撮影距離0.5m。アタッチメントはφ58mmP=0.75ねじ込み[37]。
- Ai AF Zoom Nikkor 28-105mm F3.5-4.5D(IF)  - 12群16枚。最短撮影距離0.5(マクロ機構使用時0.22) m。アタッチメントはφ62mm P=0.75ねじ込み。
- Ai AF Zoom Nikkor 28-200mm F3.5-5.6D(IF)  (1998年2月28日発売)
- Ai AF Zoom Nikkor 35-70mm F2.8D (1992年9月12日発売) - 12群15枚。最短撮影距離0.6(0.28) m。アタッチメントはφ62mm P=0.75ねじ込み[37]。
- Ai AF Zoom Nikkor 35-80mm F4-5.6D(New)  (1995年9月23日発売[50]) - 7群8枚。最短撮影距離0.35m。アタッチメントはφ52mm P=0.75ねじ込み[37]。
- Ai AF Zoom Nikkor 35-80mm F4-5.6D (1993年8月7日発売[43]) - アタッチメントはφ52mm P=0.75ねじ込み[43]。
- Ai AF Zoom Nikkor 35-105mm F3.5-4.5D(IF)  (1995年12月1日発売[45]) - 10群13枚。最短撮影距離0.85m。アタッチメントはφ52mm P=0.75ねじ込み[37]。
- Ai AF Zoom Micro-Nikkor ED 70-180mm F4.5-5.6D (1997年9月発売[51]) - EDレンズ1枚を含む14群18枚。最短撮影距離0.37m。アタッチメントはφ62mm P=0.75ねじ込み[37]。第一回光設計大賞。
- Ai AF Zoom Nikkor 70-210mm F4-5.6D (1993年8月7日発売[43]) - 9群12枚。最短撮影距離1.5(マクロ機構使用時1.2) m。アタッチメントはφ62mm P=0.75ねじ込み[37]。
- Ai AF Zoom Nikkor 70-300mm F4-5.6D - カメラ本体とのセットでキット販売された。最短撮影距離1.5m。アタッチメントはφ62mm P=0.75ねじ込み。
- Ai AF Zoom Nikkor ED 70-300mm F4-5.6D - EDレンズを1枚含む9群13枚。最短撮影距離1.5m。アタッチメントはφ62mm P=0.75ねじ込み。
- Ai AF Zoom Nikkor ED 80-200mm F2.8D(New)  (1996年10月10日発売[48]) - EDレンズ3枚を含む11群16枚。最短撮影距離1.8(マクロ機構使用時1.5) m。アタッチメントはφ77mmP=0.75ねじ込み。回転式Zoom になり三脚座が装備された[37]。
- Ai AF Zoom Nikkor ED 80-200mm F2.8D (1992年9月12日発売[49]) - EDレンズを含む11群16枚。最短撮影距離1.8(マクロ機構使用時1.5) m。アタッチメントはφ77mmP=0.75ねじ込み。直進式Zoom 。フォーカシング時前玉が回転しないよう改良された。
- Ai AF  VR Zoom Nikkor ED 80-400mm F4.5-5.6D(2000年11月発売) - EDレンズ3枚を含む11群17枚。最短撮影距離2.3m。アタッチメントはφ77mmP=0.75ねじ込み。青木正幸設計。シャッタースピード約3段分の手ブレ補正機能をニコンの一眼レフカメラで初めて実現した。
- Ai AF Zoom Nikkor 80-200mm F4.5-5.6D (1995年7月27日発売[50]) - 8群10枚。最短撮影距離1.5m。アタッチメントはφ52mm P=0.75ねじ込み[37]。

#### Ai AF-I Nikkor D
オートフォーカス駆動用にコアレスモーターを内蔵し、ニコンD1、ニコンF5、ニコンF4、ニコンF100、ニコンF90X、ニコンF90、ニコンF70D、プロネア600i、プロネアSとの組み合わせで静粛かつ高速なオートフォーカスが可能である。
- Ai AF-I Nikkor ED 300mm F2.8D(IF)  (1992年9月12日発売[49]) - フィルターはφ39mmP=1ねじ込み[49]。
- Ai AF-I Nikkor ED 400mm F2.8D(IF)  - EDレンズを含む7群10枚(+保護ガラス1枚) 。最短撮影距離3.3m。フィルターはφ52mm P=0.75ねじ込み[37]。
- Ai AF-I Nikkor ED 500mm F4D(IF)  (1995年11月3日発売[45]) - EDレンズを含む7群10枚(+保護ガラス1枚) 。最短撮影距離5m。フィルターはφ39mmP=1ねじ込み。テレコンバーターTC-20Eとの組み合わせではオートフォーカス不可[28]。
- Ai AF-I Nikkor ED 600mm F4D(IF)  (1992年9月12日発売[49]) - EDレンズを含む7群9枚(+保護ガラス1枚) 。最短撮影距離6m。フィルターはφ39mmP=1ねじ込み[49]。テレコンバーターTC-20Eとの組み合わせではオートフォーカス不可[28]。

#### Ai AF-S Nikkor D
オートフォーカス駆動用にニコンではSWM(Silent Wave Motor ) と呼ぶ超音波モーターを内蔵し、ニコンD2シリーズ、ニコンD1シリーズ、ニコンD100、ニコンD70、ニコンF5、ニコンF4、ニコンF100、ニコンF90X、ニコンF90、ニコンF80、ニコンF70D、ニコンU、ニコンU2、プロネア600i、プロネアSとの組み合わせで静粛かつ高速なオートフォーカスが可能である。ほとんどのレンズはオートフォーカス駆動中にフォーカス環を操作するとマニュアルフォーカスに移行するM/Aモードを備えている。
- Ai AF-S Nikkor ED 300mm F2.8D II(IF) (2001年3月下旬発売) - EDレンズ3枚を含む8群11枚(+保護ガラス1枚) 。最短撮影距離2.3(マニュアルフォーカス時2.2) m。フィルターはφ52mm P=0.75ねじ込み。
- Ai AF-S Nikkor ED 300mm F2.8D(IF)  (1996年11月30日発売[52]) - EDレンズ3枚を含む8群11枚(+保護ガラス1枚) 。最短撮影距離2.5m。フィルターはφ52mm P=0.75ねじ込み[37]。
- Ai AF-S Nikkor ED 300mm F4D(IF) (2000年10月26日発売[44]) - EDレンズを含む6群10枚。最短撮影距離1.45m。アタッチメントはφ77mmP=0.75ねじ込み[44]。
- Ai AF-S Nikkor ED 400mm F2.8D II(IF)  (2001年8月29日発売) - EDレンズ3枚を含む9群11枚(+保護ガラス1枚) 。最短撮影距離3.5(マニュアルフォーカス時3.4) m。フィルターはφ52mm P=0.75ねじ込み。
- Ai AF-S Nikkor ED 400mm F2.8D(IF)  (1998年6月27日発売[53]) - EDレンズ3枚を含む9群11枚(+保護ガラス1枚) 。最短撮影距離3.8m。フィルターはφ52mm P=0.75ねじ込み。
- Ai AF-S Nikkor ED 500mm F4D II(IF)  (2001年7月25日発売) - EDレンズ3枚を含む9群11枚(+保護ガラス1枚) 。最短撮影距離4.6(マニュアルフォーカス時4.4) m。フィルターはφ52mm P=0.75ねじ込み。
- Ai AF-S Nikkor ED 500mm F4D(IF)  (1997年6月26日発売[54]) - EDレンズ3枚を含む9群11枚(+保護ガラス1枚) 。最短撮影距離5m。フィルターはφ52mm P=0.75ねじ込み[37]。テレコンバーターTC-20Eとの組み合わせではオートフォーカス不可[28]。
- Ai AF-S Nikkor ED 600mm F4D II(IF)  (2001年8月29日発売) - EDレンズ3枚を含む7群10枚(+保護ガラス1枚) 。最短撮影距離5.6(マニュアルフォーカス時5.4) m。フィルターはφ52mm P=0.75ねじ込み。
- Ai AF-S Nikkor ED 600mm F4D(IF)  (1996年11月30日発売[52]) - EDレンズを含む7群10枚(+保護ガラス1枚) 。最短撮影距離6m。フィルターはφ52mm P=0.75ねじ込み[37]。テレコンバーターTC-20Eとの組み合わせではオートフォーカス不可[28]。
- Ai AF-S Zoom Nikkor 17-35mm F2.8D(IF)  (1999年9月29日発売[28]) - EDレンズ2枚、ガラスモールド非球面レンズ2枚、複合型非球面レンズ1枚を含む10群13枚。最短撮影距離0.28m。アタッチメントはφ77mmP=0.75ねじ込み[39]。Ai AF -SテレコンバーターTC-14E、テレコンバーターTC-20Eに装着不可[28]。
- Ai AF-S Zoom Nikkor 28-70mm F2.8D(IF)  - EDレンズ2枚、ガラスモールド非球面レンズ1枚を含む11群15枚。最短撮影距離0.7(マクロ機構使用時0.5) m。アタッチメントはφ77mmP=0.75ねじ込み。ブラック仕上げとライトグレー仕上げあり[39]。Ai AF -SテレコンバーターTC-14E、テレコンバーターTC-20Eに装着不可[28]。
- Ai AF-S Zoom Nikkor ED 80-200mm F2.8D(IF)  (1998年12月12日ブラックモデル発売、1999年12月4日シルバーグレーモデルが追加発売) - EDレンズ5枚を含む14群18枚。最短撮影距離1.5m。アタッチメントはφ77mmP=0.75ねじ込み。
- Ai AF-S テレコンバーターTC-14EII (2001年8月29日発売) - 主レンズとの合成焦点距離は主レンズ焦点距離の1.4倍となる。
- Ai AF-S テレコンバーター TC-14E (1993年3月27日発売[55]) - 5群5枚。主レンズとの合成焦点距離は主レンズ焦点距離の1.4倍となる。Ai AF -I〜DNikkorにも使用可能。発売当初の名称は「Ai AF-Iテレコンバーター」であった[37]。
- Ai AF-S テレコンバーター TC-17EII - 4群7枚。主レンズとの合成焦点距離は主レンズ焦点距離の1.7倍となる。Ai AF -I〜DNikkorにも使用可能。
- Ai AF-S テレコンバーター TC-17E - 主レンズとの合成焦点距離は主レンズ焦点距離の1.7倍となる。
- Ai AF-S テレコンバーター TC-20EIII - 主レンズとの合成焦点距離は主レンズ焦点距離の2倍となる。
- Ai AF-S テレコンバーター TC-20EII (2001年8月29日発売) - 6群7枚。主レンズとの合成焦点距離は主レンズ焦点距離の2倍となる。Ai AF -I〜DNikkorにも使用可能。
- Ai AF-S テレコンバーター TC-20E (1993年3月27日発売[55]) - 6群7枚。主レンズとの合成焦点距離は主レンズ焦点距離の2倍となる。Ai AF -I〜DNikkorにも使用可能。発売当初の名称は「Ai AF-Iテレコンバーター」であった[37]。Ai AF-I Nikkor ED 500mm F4D(IF)[28]、Ai AF-I Nikkor ED 600mm F4D(IF)[55]との組み合わせではオートフォーカス撮影不可。

### Gタイプ AFニッコール (AF Nikkor G-Type)
非Ai。CPU内蔵。機械的に絞り込みレバーを動かして自動絞り動作をする点は従来同様だが、絞り環がないためボディ側で絞り量を制御する機能を持たないカメラでは使用できない。ニコンF601Mを除くマニュアルフォーカスカメラ、F-601、F-501では使用不可。ニコンF4、ニコンF90X、ニコンF90、ニコンF70D、ニコンF-801、ニコンF601Mではプログラムオートとシャッター優先オートのみ可能。

#### (AF-Sではない) AF Nikkor G
ニコンUシリーズに併せて発売された。エンジニアリングプラスチックを多用した軽量設計。他の多くのGタイプレンズとは違い、レンズ内部にオートフォーカス駆動用のモーターを持たない。そのためオートフォーカス (AF) を機能させるためには、Gタイプレンズより前のAFレンズ同様、ボディー側にAFモーターとその動力を伝えるマウント部のカプラーが必要である。ニコン製デジタル一眼カメラでもその機能が省略されているものがあり、このレンズとの組み合わせではAFができない (たとえば最近の機種では、D3000シリーズ, D5000シリーズなど) 。
- AF Zoom Nikkor 28-80mm F3.3-5.6G(2001年3月24日発売) - 6群6枚。最短撮影距離0.35m。アタッチメントはφ58mmP=0.75ねじ込み。ブラック仕上げとシルバー仕上げあり。
- AF Zoom Nikkor 28-100mm F3.5-5.6G(2002年3月2日発売) - 6群8枚。最短撮影距離0.56m。アタッチメントはφ62mmP=0.75ねじ込み。ブラック仕上げとシルバー仕上げあり[24]。
- AF Zoom Nikkor ED 28-200mm F3.5-5.6G(IF)(2003年9月13日発売) - 11群12枚。最短撮影距離0.44m。アタッチメントはφ62mmP=0.75ねじ込み。ブラック仕上げとシルバー仕上げあり[24]。
- AF Zoom-Nikkor 70-300mm f/4-5.6G(2002年8月8日発売) - 9群13枚。最短撮影距離1.5m。アタッチメントは62mm P=0.75ねじ込み。ブラック仕上げとシルバー仕上げあり。

#### AF-S Nikkor G
オートフォーカス用モーターに超音波モーターを内蔵している。
- AF-S NIKKOR 20mm f/1.8G ED (2014年9月25日発売) - EDレンズ2枚、非球面レンズ2枚、ナノクリスタルコート1面を含む11群13枚。最短撮影距離0.2m。アタッチメントはφ77mmP=0.75ねじ込み。
- AF-S NIKKOR 24mm f/1.4G ED (2010年3月19日発売) - EDレンズ2枚、非球面レンズ2枚、ナノクリスタルコート1面を含む10群12枚。最短撮影距離0.25m。アタッチメントはφ77mmP=0.75ねじ込み。
- AF-S NIKKOR 24mm f/1.8G ED (2015年9月17日発売) - EDレンズ2枚、非球面レンズ2枚、ナノクリスタルコート1面を含む9群12枚。最短撮影距離0.23m。アタッチメントはφ72mmP=0.75ねじ込み。
- AF-S NIKKOR 28mm f/1.8G (2012年5月24日発売) - 非球面レンズ2枚、ナノクリスタルコート1面を含む9群11枚。最短撮影距離0.25m。アタッチメントはφ67mmP=0.75ねじ込み。
- AF-S NIKKOR 35mm f/1.4G (2010年11月19日発売) - 非球面レンズ1枚、ナノクリスタルコート1面を含む7群10枚。最短撮影距離0.3m。アタッチメントはφ67mmP=0.75ねじ込み。
- AF-S NIKKOR 35mm f/1.8G (2014年2月6日発売) - EDレンズ1枚、非球面レンズ1枚を含む8群11枚。最短撮影距離0.25m。アタッチメントはφ58mmP=0.75ねじ込み。
- AF-S NIKKOR 50mm f/1.4G (2008年12月5日発売) - 7群8枚。最短撮影距離0.45m。アタッチメントはφ58mmP=0.75ねじ込み。
- AF-S NIKKOR 50mm f/1.8G (2011年6月2日発売) - 非球面レンズ1枚を含む6群7枚。最短撮影距離0.45m。アタッチメントはφ58mmP=0.75ねじ込み。
- AF-S NIKKOR 50mm f/1.8G Special Edition (2013年11月28日発売) - 非球面レンズ1枚を含む6群7枚。最短撮影距離0.45m。アタッチメントはφ58mmP=0.75ねじ込み。Nikon Df発売時に発表されたスペシャルエディション[56]。
- AF-S NIKKOR 58mm f/1.4G (2013年10月31日発売) - 非球面レンズ2枚、ナノクリスタルコート1面を含む6群9枚。最短撮影距離0.58m。アタッチメントはφ72mmP=0.75ねじ込み。
- AF-S Micro NIKKOR 60mm f/2.8G ED (2008年3月14日発売) - EDレンズ1枚、非球面レンズ2枚、ナノクリスタルコート1面を含む9群12枚。最短撮影距離0.185m。アタッチメントはφ62mm P=0.75ねじ込み。
- AF-S NIKKOR 85mm f/1.4G (2010年9月2日発売) - ナノクリスタルコート1面を含む9群10枚。最短撮影距離0.85m。アタッチメントはφ77mmP=0.75ねじ込み。
- AF-S NIKKOR 85mm f/1.8G (2012年2月16日発売) - ナノクリスタルコート1面を含む9群9枚。最短撮影距離0.8m。アタッチメントはφ67mmP=0.75ねじ込み。
- AF-S VR Micro-Nikkor 105mm f/2.8G IF-ED (2006年3月14日発売) - EDレンズ1枚、ナノクリスタルコート1面を含む12群14枚。最短撮影距離0.314m。アタッチメントはφ67mm P=0.75ねじ込み。シャッタースピード約4段分の手ブレ補正機能内蔵。
- AF-S VR Nikkor 200mm f/2G IF-ED (2004年9月発売) - EDレンズ3枚、スーパーEDレンズ1枚を含む9群13枚 (+メニスカス保護ガラス1枚) 。最短撮影距離1.9m。アタッチメントはφ52mm P=0.75ねじ込み。シャッタースピード約3段分の手ブレ補正機能内蔵。
- AF-S NIKKOR 300mm f/2.8G ED VR II (2010年1月29日発売) - EDレンズ3枚を含む8群11枚 (+メニスカス保護ガラス1枚) 。最短撮影距離2.3 (マニュアルフォーカス時2.2) m。アタッチメントはφ52mm P=0.75ねじ込み。シャッタースピード約4段分の手ブレ補正機能内蔵。
- AF-S VR Nikkor 300mm f/2.8G IF-ED (2005年1月発売) - EDレンズ3枚を含む8群11枚 (+保護ガラス1枚) 。最短撮影距離2.3 (マニュアルフォーカス時2.2) m。アタッチメントはφ52mm P=0.75ねじ込み。シャッタースピード約4段分の手ブレ補正機能内蔵。
- AF-S NIKKOR 400mm f/2.8G ED VR (2007年11月30日発売) - EDレンズ3枚、ナノクリスタルコート1面を含む11群14枚 (+メニスカス保護ガラス1枚) 。最短撮影距離2.9 (マニュアルフォーカス時2.8) m。フィルターはφ5mm P=0.75ねじ込み。シャッタースピード約4段分の手ブレ補正機能内蔵。
- AF-S NIKKOR 500mm f/4G ED VR (2008年1月30日発売) - EDレンズ3枚、ナノクリスタルコート1面を含む11群14枚 (+メニスカス保護ガラス1枚) 。最短撮影距離4 (マニュアルフォーカス時3.85) m。フィルターはφ5mm P=0.75ねじ込み。シャッタースピード約4段分の手ブレ補正機能内蔵。
- AF-S NIKKOR 600mm f/4G ED VR (2008年1月30日発売) - EDレンズ3枚、ナノクリスタルコート1面を含む12群15枚 (+メニスカス保護ガラス1枚) 。最短撮影距離5 (マニュアルフォーカス時4.8) m。フィルターはφ5mm P=0.75ねじ込み。シャッタースピード約4段分の手ブレ補正機能内蔵。
- AF-S NIKKOR 14-24mm f/2.8G ED (2007年11月30日発売) - EDレンズ2枚、非球面レンズ3枚、ナノクリスタルコート1面を含む11群14枚。最短撮影距離0.28m (18-24mm時) 。アタッチメント取付不可。防塵防滴。
- AF-S NIKKOR 16-35mm f/4G ED VR (2010年2月26日発売) - EDレンズ2枚、非球面レンズ3枚を含む11群14枚。最短撮影距離0.29m。アタッチメントはφ77mmP=0.75ねじ込み。
- AF-S NIKKOR 18-35mm f/3.5-4.5G ED (2013年3月7日発売) - EDレンズ2枚、非球面レンズ3枚を含む8群12枚。最短撮影距離0.28m。アタッチメントはφ77mmP=0.75ねじ込み。
- AF-S NIKKOR 28-300mm f/3.5-5.6G ED VR (2010年9月2日発売) - EDレンズ2枚、非球面レンズ3枚を含む14群19枚。最短撮影距離0.5m。アタッチメントはφ77mmP=0.75ねじ込み。
- AF-S NIKKOR 24-70mm f/2.8G ED (2007年11月30日発売) - EDレンズ3枚、非球面レンズ3枚、ナノクリスタルコート1面を含む11群15枚。最短撮影距離0.38m。アタッチメントはφ77mmP=0.75ねじ込み。防塵防滴。
- AF-S Zoom Nikkor 24-85mm F3.5-4.5G(IF) - EDレンズ1枚と複合型非球面レンズ1枚を含む12群15枚。最短撮影距離0.38m。アタッチメントはφ67mmねじ込み[39]。
- AF-S Nikkor 24-85mm F3.5-4.5G ED VR - EDレンズ1枚と非球面レンズ3枚を含む11群16枚。最短撮影距離0.38m。アタッチメントはφ72mmねじ込み。
- AF-S VR Zoom-Nikkor 24-120mm f/3.5-5.6G IF-ED - EDレンズ2枚、非球面レンズ2枚を含む13群15枚。最短撮影距離0.5m。アタッチメントはφ72mm P=0.75ねじ込み。シャッタースピード約3段分の手ブレ補正機能内蔵。
- AF-S NIKKOR 24-120mm f/4G ED VR（2010年9月22日発売）- EDレンズ2枚、非球面レンズ3枚を含む13群17枚。最短撮影距離0.45m。アタッチメントはφ77mm P=0.75ねじ込み。シャッタースピード約3.5段分の手ブレ補正機能内蔵。
- AF-S NIKKOR 28-300mm f/3.5-5.6G ED VR（2010年9月2日発売）- EDレンズ2枚、非球面レンズ3枚を含む14群19枚。最短撮影距離0.5m。アタッチメントはφ77mm P=0.75ねじ込み。シャッタースピード約3.5段分の手ブレ補正機能内蔵。
- AF-S VR Zoom-Nikkor ED 70-200mm F2.8G(IF) - 5枚のEDレンズを含む15群21枚。最短撮影距離1.5 (マニュアルフォーカス時1.4) m。アタッチメントはφ77mmP=0.75ねじ込み。シャッタースピード約3段分の手ブレ補正機能内蔵。
- AF-S NIKKOR 70-200mm f/2.8G ED VR II (2009年11月27日発売) - EDレンズ7枚、ナノクリスタルコート1面を含む16群21枚。最短撮影距離1.4m。アタッチメントはφ77mmP=0.75ねじ込み。シャッタースピード約4段分の手ブレ補正機能内蔵。
- AF-S NIKKOR 70-200mm f/4G ED VR (2012年11月29日発売) - EDレンズ3枚、ナノクリスタルコート1面を含む14群20枚。最短撮影距離1m。アタッチメントはφ67mmP=0.75ねじ込み。シャッタースピード約4段分の手ブレ補正機能内蔵。
- AF-S VR Zoom-Nikkor 70-300mm f/4.5-5.6G IF-ED (2006年12月発売) - EDレンズ2枚を含む12群17枚。最短撮影距離1.5m。アタッチメントはφ67mmP=0.75ねじ込み。シャッタースピード約4段分の手ブレ補正機能内蔵。
- AF-S Nikkor 80-400mm f/4.5-5.6G ED VR (2013年3月14日発売) - EDレンズ4枚、スーパーEDレンズ1枚、ナノクリスタルコート1面を含む12群20枚。最短撮影距離1.75 (マニュアルフォーカス時1.5) m。アタッチメントはφ77mmP=0.75ねじ込み。シャッタースピード約4段分の手ブレ補正機能内蔵。
- AF-S VR Zoom-Nikkor 200-400mm f/4G ID-ED(2004年2月27日発売)  - EDレンズ4枚を含む17群24枚 (+保護ガラス1枚) 。フィルターはφ52mm P=0.75ねじ込み。最短撮影距離2m。シャッタースピード約3段分の手ブレ補正機能内蔵。
- AF-S NIKKOR 200-400mm f/4G ED VR II (2010年5月28日発売) - EDレンズ4枚を含む17群24枚 (+保護ガラス1枚) 。フィルターはφ52mm P=0.75ねじ込み。最短撮影距離2 (マニュアルフォーカス時1.95) m。シャッタースピード約4段分の手ブレ補正機能内蔵。

### Gタイプ AFニッコール, DX機用  (AF Nikkor G-Type, for DX body)
デジタルのDXフォーマット専用レンズ。CPU内蔵。イメージサークルをAPS-Cサイズに限定することで小型化を果たしている。入射光路を撮像素子に適したものにしたほか、撮像素子の反射などを考慮したデジタルに最適化した設計となっている。

#### (AF-S でも AF-Pでもない) AF DX Nikkor G
- AF DX Fisheye-Nikkor 10.5mm f/2.8G ED (2003年11月29日発売) - EDレンズ1枚を含む7群10枚。最短撮影距離0.14m。フィルターはゼラチン使用[39]。オートフォーカス (AF) 用モーターを内蔵していないので、ボディー側 (AF) 用モーター (およびマウント部のカプラー) が無い機種 (D3000シリーズ、D5000シリーズなど) ではAFができず、マニュアルフォーカス専用となる。

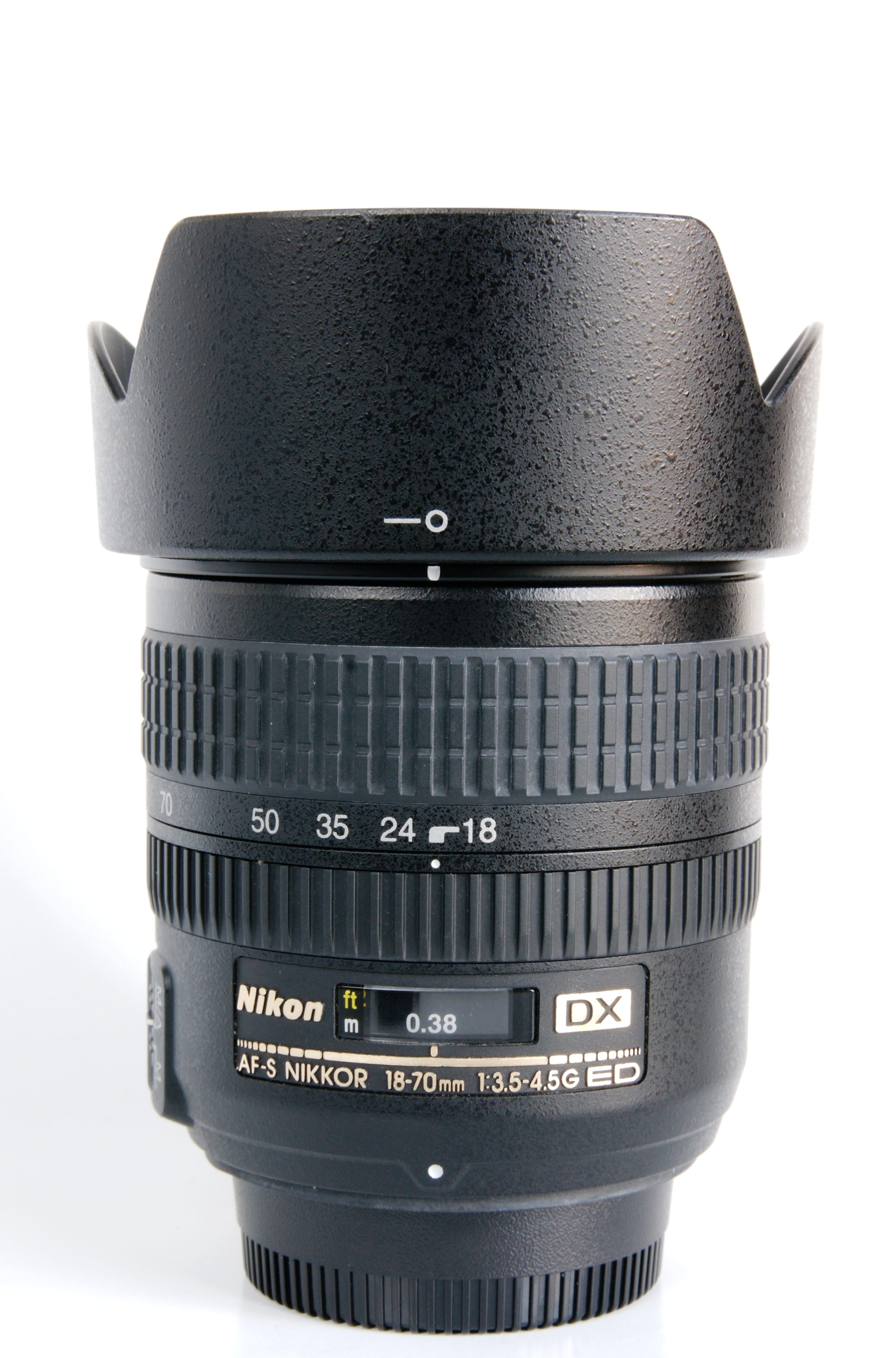
AF-S DX 18-70mm f/3.5-4.5G ED-IF

#### AF-S DX Nikkor G
オートフォーカス用モーターに超音波モーターを内蔵している。
- AF-S DX NIKKOR 35mm f/1.8G (2009年3月6日発売) - 非球面レンズ1枚を含む6群8枚。最短撮影距離0.3m。アタッチメントはφ52mm P=0.75ねじ込み。
- AF-S DX Micro NIKKOR 40mm f/2.8G (2011年8月25日発売) - 7群9枚。最短撮影距離0.163m。アタッチメントはφ52mm P=0.75ねじ込み。
- AF-S DX Micro-NIKKOR 85mm f/3.5G ED VR  (2009年12月4日発売) - EDレンズ1枚を含む10群14枚。最短撮影距離0.286m。アタッチメントはφ52mm P=0.75ねじ込み。
- AF-S DX NIKKOR 10-24mm f/3.5-4.5G ED (2009年4月発表、2009年5月1日発売) - EDレンズ2枚、非球面レンズ3枚を含む9群14枚。最短撮影距離0.24m。アタッチメントはφ77mmP=0.75ねじ込み。
- AF-S DX Zoom-Nikkor 12-24mm f/4G IF-ED (2002年12月発表、2003年6月発売) - EDレンズ2枚、ガラスモールド非球面レンズ2枚、複合型非球面レンズ1枚を含む7群11枚。最短撮影距離0.3m。アタッチメントはφ77mmP=0.75ねじ込み[39]。
- AF-S DX NIKKOR 16-85mm f/3.5-5.6G ED VR (2008年2月22日発売) - EDレンズ2枚、非球面レンズ3枚を含む11群17枚。最短撮影距離0.38m。アタッチメントはφ67mmP=0.75ねじ込み。シャッタースピード約4段分の手ブレ補正機能内蔵。

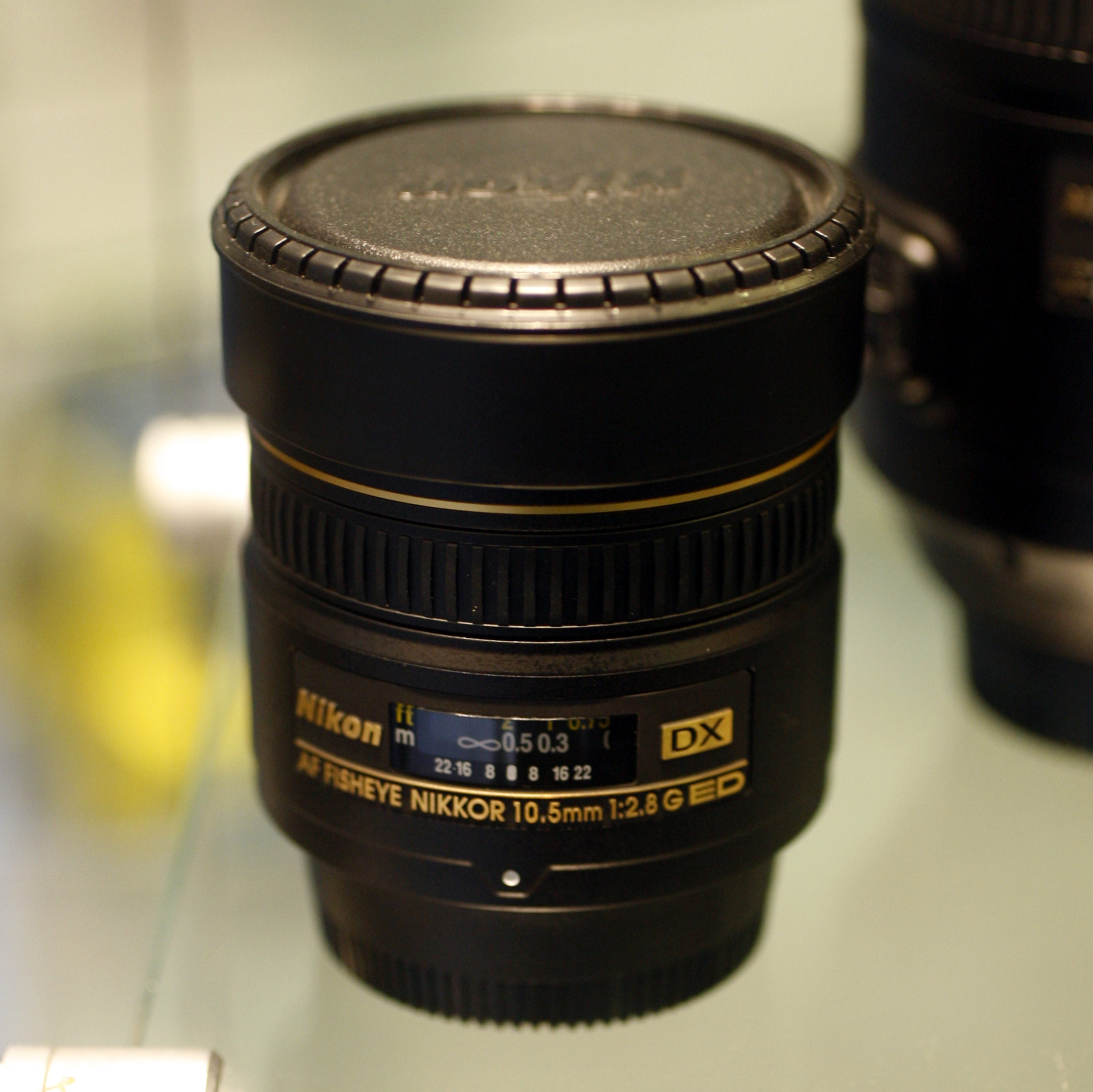
AF DX Fisheye Nikkor ED 10.5mm F2.8G

- AF-S DX Zoom-Nikkor 17-55mm f/2.8G IF-ED (2004年6月25日発売) - EDレンズ3枚、非球面レンズ3枚を含む10群14枚。最短撮影距離0.36m。アタッチメントはφ77mmP=0.75ねじ込み[39]。
- AF-S DX Zoom-Nikkor 18-55mm f/3.5-5.6G ED - EDレンズ1枚、非球面レンズ1枚を含む5群7枚。最短撮影距離0.28m。アタッチメントはφ52mm P=0.75ねじ込み。
- AF-S DX Zoom-Nikkor 18-55mm f/3.5-5.6G ED II (2006年12月1日発売) - EDレンズ1枚、非球面レンズ1枚を含む5群7枚。最短撮影距離0.28m。アタッチメントはφ52mm P=0.75ねじ込み。
- AF-S DX NIKKOR 18-55mm f/3.5-5.6G VR（2008年2月22日発売） - 非球面レンズ1枚を含む8群11枚。最短撮影距離0.28m。アタッチメントはφ52mm P=0.75ねじ込み。
- AF-S DX NIKKOR 18-55mm f/3.5-5.6G VR Ⅱ（2014年2月6日発売） - 非球面レンズ1枚を含む8群11枚。最短撮影距離0.28m。アタッチメントはφ52mm P=0.75ねじ込み。
- AF-S DX Zoom-Nikkor 18-70mm f/3.5-4.5G IF-ED - EDレンズ3枚、非球面レンズ1枚を含む13群15枚。最短撮影距離0.38m。アタッチメントはφ67mmP=0.75ねじ込み[39]。
- AF-S DX NIKKOR 18-105mm f/3.5-5.6G ED VR (2008年9月19日発売) - EDレンズレンズ1枚、非球面レンズ1枚を含む11群15枚。アタッチメントはφ67mmP=0.75ねじ込み。シャッタースピード約3段分の手ブレ補正機能内蔵。
- AF-S DX Zoom-Nikkor ED 18-135mm F3.5-5.6G(IF) - EDレンズ1枚、非球面レンズ2枚を含む13群15枚。最短撮影距離0.45m。アタッチメントはφ67mmP=0.75ねじ込み。当初はニコンD80に添付される形で登場したがのちに単品でも発売された。
- AF-S DX Nikkor 18-140mm f/3.5-5.6G ED VR (2013年8月29日発売) - EDレンズ1枚、非球面レンズ1枚を含む12群17枚。最短撮影距離0.45m。アタッチメントはφ67mm P=0.75ねじ込み。シャッタースピード約4.0段分の手ブレ補正機能内蔵。
- AF-S DX VR Zoom-Nikkor 18-200mm f/3.5-5.6G IF-ED (2005年12月発売) - EDレンズ4枚、非球面レンズ3枚を含む12群16枚。最短撮影距離0.5m。アタッチメントはφ72mm P=0.75ねじ込み。シャッタースピード約4段分の手ブレ補正機能内蔵。
- AF-S DX Nikkor 18-200mm f/3.5-5.6G ED VRⅡ (2009年9月4日発売) - EDレンズ2枚、非球面レンズ3枚を含む12群16枚。最短撮影距離0.5m。アタッチメントはφ72mm P=0.75ねじ込み。シャッタースピード約3.5段分の手ブレ補正機能内蔵。
- AF-S DX Nikkor 18-300mm f/3.5-5.6G ED VR (2012年6月28日発売) - EDレンズ3枚、非球面レンズ3枚を含む14群19枚。最短撮影距離0.45m。アタッチメントはφ77mm P=0.75ねじ込み。シャッタースピード約3.5段分の手ブレ補正機能内蔵。
- AF-S DX Nikkor 18-300mm f/3.5-6.3G ED VR (2014年4月24日発売) - EDレンズ3枚、非球面レンズ3枚を含む12群16枚。最短撮影距離0.48m。アタッチメントはφ67mm P=0.75ねじ込み。シャッタースピード約4.0段分の手ブレ補正機能内蔵。
- AF-S DX Zoom-Nikkor 55-200mm f/4-5.6G  (2005年6月17日発売) - EDレンズ2枚を含む9群13枚。最短撮影距離0.95m。アタッチメントはφ52mm P=0.75ねじ込み。
- AF-S DX VR Zoom-Nikkor 55-200mm f/4-5.6G IF-ED (2007年3月29日発売) - EDレンズ1枚を含む11群15枚。最短撮影距離1.1m。アタッチメントはφ52mm P=0.75ねじ込み。シャッタースピード約3段分の手ブレ補正機能内蔵。
- AF-S DX Zoom-Nikkor 55-200mm f/4-5.6G VRⅡ （2015年2月5日発売） - EDレンズ1枚を含む9群13枚。最短撮影距離1.1m。アタッチメントはφ52mm P=0.75ねじ込み。シャッタースピード約4段分の手ブレ補正機能内蔵。
- AF-S DX NIKKOR 55-300mm f/4.5-5.6G ED VR (2010年9月2日発売) - EDレンズ2枚、HRI (High Refractive Index：高屈折率) レンズ1枚を含む11群17枚。アタッチメントはφ58mmP=0.75ねじ込み。シャッタースピード約4段分の手ブレ補正機能内蔵。

#### AF-P DX Nikkor G
オートフォーカス用モーターにステッピングモーターを内蔵している。一部の古い機種には非対応と発表されている。
- AF-P DX NIKKOR 10-20mm f/4.5-5.6G VR (2017年6月30日発売)  - 非球面レンズ3枚を含む11群14枚。最短撮影距離0.22m。アタッチメントはφ72mm P=0.75ねじ込み。シャッタースピード約3.5段分の手ブレ補正機能内蔵。

- AF-P DX NIKKOR 18-55mm f/3.5-5.6G VR (2016年9月16日発売)  - 非球面レンズ2枚を含む9群12枚。最短撮影距離0.25m。アタッチメントはφ55mm P=0.75ねじ込み。シャッタースピード約4段分の手ブレ補正機能内蔵。
- AF-P DX NIKKOR 70-300mm f/4.5-6.3G ED VR (2016年9月16日発売) - EDレンズ1枚を含む10群14枚。最短撮影距離1.1m。アタッチメントはφ58mm P=0.75ねじ込み。シャッタースピード約4段分の手ブレ補正機能内蔵。

### Eタイプ AFニッコール (AF Nikkor E-type)
電磁絞りによる自動絞りとなり、ボディとの機械的連動部分がなくなった。一部の古い機種には非対応と発表されている。オートフォーカス用モーターに超音波モーターまたはステッピングモーターを内蔵している。

#### AF-S Nikkor E
オートフォーカス用モーターに超音波モーターを内蔵している。
- AF-S NIKKOR 28mm f/1.4E ED(2017年6月30日発売) - EDレンズ2枚、非球面レンズ3枚を含む11群14枚。最短撮影距離0.28m。アタッチメントはφ77mmP=0.75ねじ込み。
- AF-S NIKKOR 105mm f/1.4E ED (2016年8月26日発売) - EDレンズ3枚、ナノクリスタルコート1面を含む9群14枚。最短撮影距離1.0m。アタッチメントはφ82mmP=0.75ねじ込み。
- AF-S NIKKOR 300mm f/4E PF ED VR (2015年1月29日発売) - EDレンズ1枚、フレネルレンズ1枚、ナノクリスタルコート1面を含む10群16枚。最短撮影距離1.4m。アタッチメントはφ77mmP=0.75ねじ込み。シャッタースピード約4.5段分の手ブレ補正機能内蔵。
- AF-S NIKKOR 400mm f/2.8E FL ED VR (2014年8月28日発売) - EDレンズ3枚、蛍石レンズ2枚、ナノクリスタルコート1面を含む12群16枚 (+メニスカス保護ガラス1枚) 。最短撮影距離2.6m。アタッチメントはφ40.5mmスロットル方式。シャッタースピード約4段分の手ブレ補正機能内蔵。
- AF-S NIKKOR 500mm f/4E FL ED VR (2015年7月16日発売) - EDレンズ3枚、蛍石レンズ2枚、ナノクリスタルコート1面を含む12群16枚 (+メニスカス保護ガラス1枚) 。最短撮影距離3.6m。アタッチメントはφ40.5mmスロットル方式。シャッタースピード約4段分の手ブレ補正機能内蔵。
- AF-S NIKKOR 500mm f/5.6E PF ED VR (2018年9月14日発売) - EDレンズ3枚、フレネルレンズ1枚、ナノクリスタルコート1面を含む11群19枚。最短撮影距離3.0m。アタッチメントはφ95mmP=0.75ねじ込み。シャッタースピード約4段分の手ブレ補正機能内蔵。
- AF-S NIKKOR 600mm f/4E FL ED VR (2015年7月16日発売) - EDレンズ4枚、蛍石レンズ2枚、ナノクリスタルコート1面を含む12群16枚 (+メニスカス保護ガラス1枚) 。最短撮影距離4.4m。アタッチメントはφ40.5mmスロットル方式。シャッタースピード約4段分の手ブレ補正機能内蔵。
- AF-S NIKKOR 800mm f/5.6E FL ED VR(2013年5月31日発売) - EDレンズ2枚、蛍石レンズ2枚、ナノクリスタルコート1面を含む13群20枚 (+メニスカス保護ガラス1枚) 。最短撮影距離5.9m。アタッチメントはφ40.5mmスロットル方式。シャッタースピード約4.5段分の手ブレ補正機能内蔵。
- AF-S Fisheye NIKKOR 8-15mm f/3.5-4.5E ED (2017年6月30日発売) - EDレンズ3枚、非球面レンズ2枚、ナノクリスタルコート1面を含む13群15枚。最短撮影距離0.16m。アタッチメントは装着不可。
- AF-S NIKKOR 24-70mm f/2.8E ED VR (2015年10月22日発売) - EDレンズ2枚、ED非球面レンズ1枚、非球面レンズ3枚、高屈折率レンズ1枚、ナノクリスタルコート1面を含む16群20枚。最短撮影距離0.38m。アタッチメントはφ82mmP=0.75ねじ込み。シャッタースピード約4段分の手ブレ補正機能内蔵。
- AF-S NIKKOR 70-200mm f/2.8E FL ED VR (2016年11月11日発売) - EDレンズ6枚、蛍石レンズ1枚、高屈折率レンズ1枚、ナノクリスタルコート1面を含む18群22枚。最短撮影距離1.1m。アタッチメントはφ77mmP=0.75ねじ込み。シャッタースピード約4段分の手ブレ補正機能内蔵。
- AF-S NIKKOR 120-300mm f/2.8E FL ED  SR VR (2020年2月29日発売) - EDレンズ1枚、蛍石レンズ2枚、SRレンズ1枚、ナノクリスタルコート1面、アルネオコート1面を含む19群25枚。最短撮影距離2.0m。アタッチメントはφ112mmP=0.75ねじ込み。シャッタースピード約4段分の手ブレ補正機能内蔵。
- AF-S NIKKOR 180-400mm f/4E TC1.4 FL ED VR (2018年3月9日発売) - EDレンズ8枚、蛍石レンズ1枚、ナノクリスタルコート1面を含む19群27枚。最短撮影距離2.0m。アタッチメントはφ40.5mmスロットル方式。シャッタースピード約4段分の手ブレ補正機能内蔵。内蔵テレコンバータ5郡8枚。
- AF-S NIKKOR 200-500mm f/5.6E ED VR (2015年9月17日発売) - EDレンズ3枚を含む12群19枚。最短撮影距離2.2m。アタッチメントはφ95mmP=0.75ねじ込み。シャッタースピード約4.5段分の手ブレ補正機能内蔵。

#### AF-P Nikkor E
オートフォーカス用モーターにステッピングモーターを内蔵している。
- AF-P NIKKOR 70-300mm f/4.5-5.6E ED VR (2017年6月30日発売) - EDレンズ1枚を含む14群18枚。最短撮影距離1.2m。アタッチメントはφ67mm P=0.75ねじ込み。シャッタースピード約4.5段分の手ブレ補正機能内蔵。

### Eタイプ AFニッコール, DX機用  (AF Nikkor E-Type, for DX body)
デジタルのDXフォーマット専用レンズ。イメージサークルをAPS-Cサイズに限定することで小型化を果たしている。電磁絞りによる自動絞りとなり、ボディとの機械的連動部分がなくなった。一部の古い機種には非対応と発表されている。オートフォーカス用モーターに超音波モーターを内蔵している。
AF-S DX Nikkor E
オートフォーカス用モーターに超音波モーターを内蔵している。
- AF-S DX NIKKOR 16-80mm f/2.8-4.0E ED VR (2015年7月16日発売) - EDレンズ4枚、非球面レンズ3枚、ナノクリスタルコート1面を含む13群17枚。最短撮影距離0.35m。アタッチメントはφ72mmP=0.75ねじ込み。シャッタースピード約4段分の手ブレ補正機能内蔵。

### IXニッコール

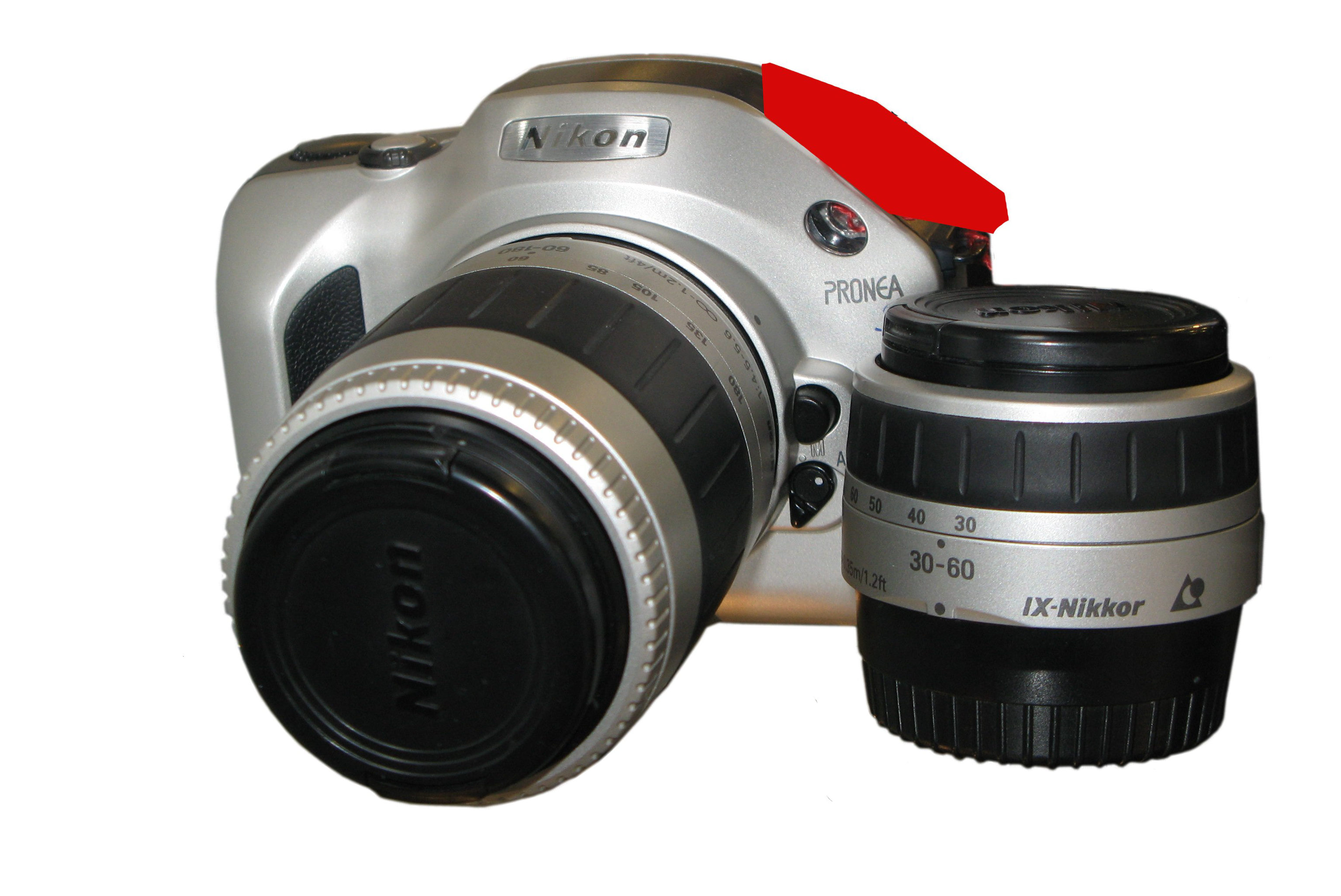
プロネアSと IX Nikkor 30-60mm F4-5.6, IX Nikkor 60-180mm F4.5-5.6

レンズ後端が他のレンズよりも突き出ているためプロネアシリーズ以外には取り付けできないプロネアシリーズ専用レンズ。CPU内蔵。レンズ裏ぶたも専用のものが用意されている。
- IX Nikkor 20-60mm F3.5-5.6(New) - 7群9枚。最短撮影距離0.35m。アタッチメントはφ52mm P=0.75ねじ込み。デザインをプロネアSに合わせてある。
- IX Nikkor 20-60mm F3.5-5.6  (1996年12月12日発売[52]) - 7群9枚。最短撮影距離0.35m。アタッチメントはφ52mm P=0.75ねじ込み[52]。
- IX Nikkor 24-70mm F3.5-5.6  (1996年12月12日発売[52]) - 7群7枚。最短撮影距離0.35m。アタッチメントはφ52mm P=0.75ねじ込み[52]。
- IX Nikkor 30-60mm F4-5.6  (1998年9月26日発売[53]) - 6群6枚。最短撮影距離0.35m。アタッチメントはφ46mmP=0.75ねじ込み。デザインをプロネアSに合わせてある。
- IX Nikkor 60-180mm F4-5.6  (1996年12月12日発売[52]) - 8群11枚。最短撮影距離1.2m。アタッチメントはφ52mm P=0.75ねじ込み[52]。
- IX Nikkor 60-180mm F4.5-5.6  (1998年9月26日発売[53]) - 7群10枚。最短撮影距離1.2m。アタッチメントはφ46mmP=0.75ねじ込み。デザインをプロネアSに合わせてある。

## 他社製品
各時代とも以下の他各社が製造して来たため多数の社外レンズが存在する。

### 清原光学
ヴェスト・ポケット・コダックの描写を再現した軟焦点レンズ、キヨハラソフトを製造している。

### シグマ
多数のレンズを販売している。

### タカラ製作所
タカラ製作所はトップマンブランドで製造していた。

### タムロン
多数のレンズを発売している。

### トキナー
多数のレンズを販売している。

### リコー
一機種のみで終わったFマウント一眼レフカメラリコーシングレックス  (1964年発売、海外向けのみ) 用が存在する。
- オートリケノン 55mmF1.4 三協光機

三協光機は各種マウント交換システムであったユニマウントにニコンFマウントがあった。

### ロシア/ソビエト連邦製
完全互換ではなく外れなくなる事故も報告されている。
ゼニターブランドはS・A・ズヴェーレフ記念クラスノゴールスク工場製。
- MCゼニターN 16mmF2.8 - 対角線魚眼。

アルサットとミールブランドはアーセナル製。本来キエフ17、キエフ18、キエフ19、キエフ19M、キエフ20のために製造されたもの。